# 勇者警察ジェイデッカー
『勇者警察ジェイデッカー』（ゆうしゃけいさつジェイデッカー）は、1994年2月5日から1995年1月28日まで、テレビ朝日系列で毎週土曜17:00 - 17:30 （JST）に全48話が放送された、名古屋テレビ・サンライズ制作のSFロボットアニメ作品。

## 概要
「勇者シリーズ」の第5作目にあたる本作品は、人工知能（超AI）を持つロボットたちと、そのリーダーである少年警察官の活躍を描く作品として制作された。主人公のロボットがパトカーであるということは企画の当初より決まっており、そこから作品のコンセプトも「刑事物」と定められ、『太陽にほえろ!』や『七人の刑事』といった刑事ドラマを参考に設定やストーリーが固められていった。主人公たちが属する「ブレイブポリス」が警視庁のロボット刑事課として設定され、彼らが対処する事件も単なる犯罪だけでなく、特殊災害や怪物退治に至るまで多様なものとなっている都合上、各回のストーリーもロボットによるアクションだけに留まらず、推理、レスキュー、SFなどのテイストも含んだ、バラエティ感溢れるものとなっている。
ストーリー面では上記したバラエティ性の充実のほか、「ハートtoハート」をテーマに人間とロボットによる友情物語が当初から志向されており、また「ロボットをキャラクターとして活かそう」というテーマが掲げられていたことから、ブレイブポリスに所属するロボット刑事たちも単なるヒーローロボットではなく、意思を持つがゆえに時に善悪の間で迷い苦悩することもあるなど、非常に人間臭い存在として描かれているのも特徴の一つである。こうした方向性から、本作品では前作『マイトガイン』以上にアニメ用のロボットデザインのアレンジが加速したといい、監督の高松信司も「自分が手掛けた3作品の中では一番玩具について描かれていない」と語っているが、他方で販売計画に沿ったロボットのパワーアップなどについては、「真摯な態度で作品作り」というキャッチフレーズの元積極的に行われてもいる。
玩具面では前作での好評を踏まえ、本作品のDX玩具でも「変形モチーフの統一」が図られ、同時に警察というコンセプトを汲む形でパトライトの意匠が盛り込まれた。前述の通り、玩具とアニメ用のロボットデザインとの乖離が激しい本作品ではあるが、一方でデッカードのソフビ人形や、当初抽選プレゼント用として出されたジェイデッカールームなど、スポンサーがアニメ設定や試写を見た上で、急遽商品化を決定したものも存在する。放送当時には、警視庁駐車違反撲滅キャンペーンのマスコットとしてデッカードの着ぐるみが作られ、実際にイベントで活躍した他、ビデオ特典のDX玩具変形実演にもデッカード本人として登場。またDX玩具パッケージには交通安全などのスローガンが記されるなど、同種のタイアップも度々行われた。パッケージへのスローガンの記載については、警視庁からも快諾があったことを玩具の開発者が述懐している。スローガンの内容もそれぞれ確認してOKをもらっていた。

## あらすじ
21世紀。警視庁はハイテク犯罪に対抗するべく、超AIを搭載した新型ロボットによる警察組織・ブレイブポリスを発案。その1号機であるデッカードを完成させたがデッカードには人間同様に心が宿っていた。
全ては半年前、デッカードは自分を製造している工場に偶然迷い込んだ小学生4年生の友永勇太と出会ったデッカードは勇太との毎日の交流で心を持つようになったのだ。それにより、デッカードは本来想定されていた以上の性能を発揮。ブレイブポリス計画の発案者でもある警視総監・冴島十三はデッカードに心を持たせた勇太を世界初の少年警察官にして、ブレイブポリスのボスに任命する。
勇太とデッカードの2人から始まったブレイブポリスには心を持ったロボット刑事たちが次々と加わり、彼らは人間と同じように悩み、衝突しながら成長していく。
そんな中、超AIの技術が国外のエクセレント社に渡ってしまい、エクセレント社の技術者・ビクティム・オーランドは悪の超AIロボ・チーフテンを開発。一度は敗れたジェイデッカーであったがファイヤージェイデッカーにパワーアップして、チーフテンとビクティムを逮捕する。
やがて、アンドロイドであったビクティムを裏で操っていたノイバー・フォルツォイクが姿を現す。ノイバーは超AIの生みの親とも呼べるエヴァ・フォルツォイクの息子であり、犯罪に走ったために冷凍刑に科せられた母・エヴァを復活させることに成功。フォルツォイク親子はビクティムを初めとしたロボットたちを操り、世界に復讐していく。
戦いの最中、ジェイデッカーは超AIが破壊されてしまうも勇太との交流で得た心の力により、ロボット生命体に進化・復活。デッカードと同じ超AIを持つロボットたちも進化し、その影響で善の心も持つようになったビクティムやチーフテンたちもブレイブポリスに加勢。フォルツォイク親子を打ち破る。
この戦いの後、以前、ブレイブポリスを助けたこともあるハイジャス人は地球を精神浄化しようとするが心を学んだブレイブポリスは精神浄化を拒否。善と悪によるジレンマと向き合いながら、ブレイブポリスは今日も活動を続けていく。

## 登場人物

### 友永家
友永 勇太（）
声 - 石川寛美
本作品の主人公。七曲小学校4年生。身長135cm　体重30kg　苦手科目は社会。苦手なものは芋虫、オバケ。
1年前の夏、遊んでいた空き地で無くしたラジコン飛行機を探している最中、デッカードが製造された工場のダクトに落ちて中に迷い込んだことでデッカードと出会い、交流を深めたことで「心」を目覚めさせる。この経緯から世界初の少年警察官（階級は警部）に任命され、警視庁ロボット刑事課「ブレイブポリス」のボスに任命される。
明るく元気で正義感も強いが、片意地を張りやすい上、多少泣き虫。
特にデッカードが殉職した時は激しく動揺し、デュークや周囲の人たちに八つ当たりや、何も知らない友達の勝気と殴り合いまでしてしまい怪我をさせてしまった。その後も戦いで命令を出せないほど支障をきたすまでになってしまい、レジーナやデュークの言葉で冷静さを取り戻すこともあったものの、冷静ではいられなかった。第27話でサタンジェイデッカーからようやくデッカードを取り戻すが、今度は記憶喪失になったデッカードとの関係に苦しみ、思い出の場所や親しい人たちとの交流を再度続けるもデッカードが記憶を取り戻すことを拒否したことで塞ぎ込んでしまう。諦めきれない複雑な気持ちのまま戦いの場に行くもマクレーンたちからの叱咤激励を受けて再度デッカードの元に向かおうとした時、記憶を取り戻したデッカードと再会することができた。
音符（♪）がトレードマークで、下着を始め身の回りのあらゆる物につけている。潜入捜査のために女装 したこともある。いつも着用している上着は、父・勇一郎のワイシャツを改造したもの。
少年ながらその純粋な心で事件に接し幾多の事件を通じて成長。最終決戦ではハーメルンシステムの影響で機能停止したジェイデッカーを操縦して戦った。
友永 あずき（）
声 - 根谷美智子
友永家の長女で勇太の姉。年齢16歳の高校2年生。不在がちな両親に代わり家事全般をこなす。温厚な性格だが怒ると怖い。
近所に住む医学生の柏崎に憧れており、彼に話しかけたつもりが別の人物に話しかけてしまい、「しくじりましたわ〜」と赤面することも多いなど、少々天然な面も持ち合わせている。
トレードマークはさくらんぼ。柏崎にカピアが憑依し別人化していることには口には出さなかったものの、雰囲気が変わったためか赤面することはなかった。彼の取り成しにより仲がより良くなっている。
友永 くるみ（）
声 - 梁田未夏
友永家の次女で勇太の姉。年齢13歳の中学2年生。あずきとは対照的に要領の良いお調子者だが 芯はしっかりしている。勇太とよくケンカをするが、基本的に仲は良い。しっかりした観察眼を持っており、レジーナの勇太に対する態度から過去に何かあったのではと指摘をした。
トレードマークはチューリップ。
友永 勇一郎（）
声 - 城山堅
勇太の父。年齢は49歳。考古学者で、普段は妻と共に日本を離れ海外で研究に励んでいる。後にこっそり帰国して勇太たちを驚かせたが、自身が持ち帰った木像の中に古代昆虫バラメスが紛れていたことに気づかないなどトラブルメーカーの気がある。一方で自然環境の変化でバラメスが滅びた際には「こんな街滅びればいいのに」という言葉を勇太に聞かせないようにしたり、デッカードの気持ちを考えずに行動した勇太を叱るなど親として面も持っている。
友永 亜真美（）
声 - 石井直子
勇太の母。年齢は39歳。夫に同行して普段は海外に住んでいる。勇太は彼女の作る「茄子のグラタン」が好物。
うるにゃん
友永家で飼われているオスネコ。話が進む度に成長している。スコットランドヤードにそっくりなネコがいる。
拾い癖があり、卓上サイズながらも変形をもこなす小型機に超AIを移植したダンプソンとドリルボーイが外出してバッテリー切れを起こし行き倒れになった際には偶然彼らを拾ってくると言う手柄も挙げている。

### 警視庁
冴島 十三（）
声 - 大友龍三郎（ナレーションも兼任）
正義を強く愛する警視総監にして、ブレイブポリスの発案者。年齢45歳。
一方で、総監という立場にありながら常識や固定観念にとらわれないキレ者で、柔軟な発想の持ち主。デッカードに心を与えた勇太を世界初の少年警察官に任命するなどその天才的な思考力により警視総監の地位に就いている。外観やネーミングにもこだわる人でジェイデッカーの名前も彼が考えた。
海の見える海岸の大邸宅にお手伝いロボット3体と一緒だが一人暮らし。ちなみにこのお手伝いロボットにまでヒーローロボット風の名前を付けている。地下にブレイブポリスの設計図を実物大で再現できる広いスペースがあり、休日はそこでファイヤージェイデッカーの名前を考えていた。
独身なのは【警察職に全てを注いできたから。】と、警察内部では囁かれているが、実際はそうではないようで、ちょっとこだわりの強い変わり者な性格が災いしたのかもしれないとナレーションで語られている。
見た目に反してかなりお茶目な人物で、巨大化したパンダを見て目をうるうるさせたり、寝る時はピンクの女性用の帽子付きパジャマなどかわいいものに目がないなど、およそ強面の見た目からは想像できない。勇太からも「子供っぽい」と評されており、ジェイデッカーの初合体を見逃した時は拗ねてしまったことも。
ビルドタイガーの胸に虎の顔を付けた理由も堂々と「かっこいいからだ」で豪語するなど面白い発想を持っている。身体もかなり鍛えており、第6話のトレンドの素々で全身タイツを着た際はかなりの細マッチョ体型だった。
実際の制服とは異なるグレーの独自の制服を着用、メルセデス・ベンツ風の公用車に回転灯を2個載せて現場に駆けつけていた。藤堂ともども、若い頃は美形。
シリーズ構成の川崎によると、当初は「キレた人」と言う設定は小出しにしていくと予定だったが、「第2話でもろくもフッとんでしまいました」とのこと。
東 一門（）
声 - 岡和男
警視庁副総監。かなりの堅物で、冴島と反目が絶えなかった。
ブレイブポリスに対しても当初は反対派に近い立場で冷ややかな態度を取ることが多く、ブレイブポリスに心を与えることも最初は反対していた。しかし、それは不確定要素の排除や確実さを優先するべきという考えに基づいたものであり、有事の際は常に最悪のケースを予測し、ビクティムの友永家人質事件の際は早急に狙撃部隊を結成するなど人命を最優先にしており、犯罪を憎む心は誰にも負けてはいない。また、物語後半では自身に意味深な反論をしたデッカードに対し、どこか感慨深げな表情になるなど、僅かに態度も軟化していった。冴島の意見には反対することが多いが大抵は冴島の意見に丸め込まれてしまう。
超AI開発者新庄とは学生時代の友人で、カゲロウ事件においては単身、その足取りを追っていた。目を開け、立ったまま寝ることができる。
デザインコンセプトは「学園モノの教頭先生」。
藤堂 俊助（）
声 - 塚田正昭
日本におけるブレイブポリスの開発設計主任。警視庁科学技術部所属。沖縄県出身。年齢45歳。AIが心を持ったことに冴島同様驚いていた。冴島とは数十年来の仲で絶対の信頼を置いており、「冴島の旦那」と呼ぶ。ガンマックスには「おやっさん」と呼ばれる。愛車は、若い頃にスクラップをなけなしの金で購入し、自力でレストアしたオースチン・ヒーリー スプライトMarkI。機械に強い愛着を持っており、愛車のオースチンの気持ちがわかるとのこと。ガンマックスが事件で被害を防ぐためにガンバイクを犠牲にするも顔色1つ変えなかったことに怒りをあらわにし、新車を要求してきたのも冷たくあしらった。
第37話で発生した高級自動車窃盗事件では愛車のオースチンと共におとり捜査に参加し、車と共に拐われてしまうが、救出にきたガンマックスの危機にオースチンの気持ちを汲んで車を犠牲にしてガンマックスを救った。この一件によりガンマックスもガンバイクに対する愛着を持つようになり、藤堂とオースチンのような関係に憧れるようになった。
名前の由来は『太陽にほえろ!』の主役・藤堂俊介から。
レジーナ・アルジーン
声 - 宮村優子
スコットランドヤード・ブレイブポリスの技術開発主任兼開発設計者。12歳。
イギリス・ケンブリッジ大学の機械工学博士を持つ天才少女であり、デュークの生みの親でもある。
スコットランドヤードの敏腕刑事であるデイビットと優秀なロボット技術者であるヴァネッサの間に生まれるがレジーナが幼い頃にヴァネッサは違法ロボット製作に携わった上、レジーナを人質に取り、デイビットは警察官よりも夫であることを選び、ヴァネッサを見逃してしまう。後にヴァネッサは逮捕され、デイビットは懲戒免職処分を受ける。これらのトラウマからレジーナは超AIのロボット刑事に「感情に流されない絶対の正義」を求めるようになった。
初来日となったチーフテン事件では自分の理想ではないブレイブポリスたちに冷たい態度を取り、平然とサタンジェイデッカーの破壊まで提案して反発を招く。さらに勇太たちに感化されていったデュークにも苛立ちを抱くようになるがファイヤージェイデッカーの初合体において、デュークの心が消えてしまうことに恐怖を抱いたこととデュークも無事だったことでトラウマと向き合い、勇太たちに心を開き、勇太を異性としても見るようになる。

### 七曲市の人々
柏崎 雅也（）
声 - 山崎たくみ
勇太の家の近所に住む医学生。年齢20歳。落ち着いた雰囲気の好青年。あずきに想いを寄せられているが、バラック星人の襲来がきっかけで彼自身もあずきに惹かれていくようになる。猫が苦手で、人懐っこいうるにゃんでも怖がる。
終盤、あずきへの想いを打ち明けようとした際にカピアに憑依されるが、その出来事が後にあずきとの絆を深める結果となった。
当初予定していたご近所のメンバーにはいなかったものの石田が「医大生もいるってどうですか!」と描いたラフデザインから生まれたとのこと。
大村 大作（）
声 - 星野充昭
勇太の家の近所に住む建設会社の社長。昔かたぎな江戸っ子気質で気の良い親方さん。年齢63歳。口癖は「てやんでぇ、べらぼうめぇ!」「でぃでぃでぃ」。デッカードと初対面で力比べをするため作業用ロボット・デン吉を引っ張り出して勝負するなど豪快な性格。勇太を「勇坊」と呼び、可愛がっている。デン吉での勝負以降、デッカードを「パト吉」と呼んで仲もかなり良好。
糸畑 さなえ（）
声 - くればやしたくみ
勇太の家の近所に住む噂好きの一般主婦。年齢36歳。太り過ぎで、夏服のエプロンの紐はギリギリ結べている状態。
ムドラー
声 - 置鮎龍太郎
勇太の近所のカレー屋「ピリピリ亭」の店主。インド人。年齢32歳。語尾に「～でございますです」が付く変な日本語のしゃべり方が特徴。あずきからは柏崎と度々間違えられる。
喜多川 勝気（）
声 - くればやしたくみ
勇太のクラスメイト。パワージョーを慕う三人組の一人。ガキ大将気質だが仲間を思いやる気持ちは人一倍強い。絵を描くのが下手。
勇太がブレイブポリスのボスになってからは彼に「ブレイブポリスのリーダーを譲れ」と言ったり、デッカードが殉職した際は、何も知らないままデッカードに会わせろとせがむが断られ、勇太に心ない言葉を浴びせてしまい、鼻血を出すほどの殴り合いになってしまった。パワージョーには合体に失敗して落ち込んでいた彼に辞めた時は子分にしてやると言っていた。その後も避難せずにビルドチームを応援するために海岸に向かいせいあや綾子と出会い、後から応援に来た友永家の面々とも合流した。
愛原 絵美里（）
声 - 梁田未夏
勇太のクラスメイト。パワージョーを慕う三人組の一人である女の子。パワージョーに友達以上の想いを寄せていて独り占めしたいと思っている。周囲を困らせるほど非常にワガママでマイペース。自分の思い通りにならないとすぐに拗ねる。レジーナにも当初はあまり気に入っておらずキツイ態度を取るが、地下都市崩壊から人々を救ったことで態度を改めた。
鷹野 菊麿（）
声 - 根谷美智子
勇太のクラスメイト。パワージョーを慕う三人組の一人。学校では優等生で、眼鏡をかけており、口調や行動は礼儀正しく大人びている。運動が苦手で、鉄棒の逆上がりに成功した時はパワージョーに褒められていた。
彼もまた合体に失敗したパワージョーを励まし、うちに来ないかと誘っていた。パワージョーの大切な友達となったことで合体への大切なきっかけの存在となった。
岩木 レイコ（）
声 - 石川悦子
勇太のクラスの担任。年齢24歳。怒ると怖い。
尾上 せいあ（）
声 - 石川悦子
陸上防衛軍東北方面大隊第9師団を率いる一等陸佐。女性ながらも軍人としての行動力と判断力に優れている。
マクレーンとは気質が似通っている所があり、互いに気兼ねなく語り合えるかけがえのない存在として彼に惹かれるようになり、マクレーンの守りたい存在となり合体するために必要なきっかけとなった。
その後も邪神インティに取り憑かれて欲望を解放して苦悩するマクレーンのために自らインティに取り憑かれ自分の欲望を見せつけてマクレーンにキスをし、欲望が人間に必要なものだと説いた。
部下の一人に実弟の真琴（声 - 遠藤章史）がいる。
君塚 綾子（）
声 - くればやしたくみ
フリールポライター。信号が点滅中に渡ったことをダンプソンに注意されてダンプソンと知り合う。その時に丁度いいと彼をタクシー代わりに使った。それ以降ダンプソンに興味を持ち、事件現場や捜査現場で見かけては声をかけるようになる。普段は大雑把な性格だが、事件の真相を追うために自ら危険な現場や現地に飛んで取材をするなど使命感は強く仕事に対するプライドも高い。
合体に失敗したダンプソンに「世界を守りたい」では緊張するから「守りたい人のために合体する」というアドバイスを送り、彼の大切な存在となり合体へのきっかけとなった。

### エクセレント社
陰で兵器開発を行っている民間企業。
カゲロウ事件で超AIの技術を手に入れ、チーフテン事件に発展し、フォルツォイク親子の復讐劇だったことが明かされる。
新庄 健（）
声 - 曽我部和恭
かつて警視庁に所属していたAI技術者であり、副総監の東とは同級生であり親友。病弱な体質らしく、時折咳き込む。
正義の心を持った超AIを嫌い警視庁を去った後、エクセレント社に寝返り「制御された」悪の超AIを模索。カゲロウ事件で逮捕され、海上刑務所に服役中に、ビクティムから「超AIから善の心を消す方法」を依頼された際にはブレイブポリスの方が「私の理想に近い」と言って拒否し、重傷を負わされる。その一件後はレジーナに「超AIから悪の心を消す方法」というビクティムとは正反対かつ本質的には同じ内容の質問をされ「人間を善の心だけにできるかね？」と告げた。
ビクティム・オーランド
声 - 子安武人
エクセレント社のAI技術者。
チーフテンI、IIにジェイデッカー打倒の目的を与えて解放した。同時にガイゾナイトを窃盗するが、その時に人外の怪力を発揮。ハイパーチーフテンが敗れた際に逮捕されるが、後に脱獄し、友永姉弟を人質に取り、チーフテンとブレイブポリスの超AIを手に入れようとするが、その最中に皮膚が崩壊を起こし自身がアンドロイドだったことを知る。超AIを手に入れたものの冴島総監たちの作戦により奪還され失敗。突然現れた量産型チーフテンと脱出する。
かつて、ノイバーの誘いを断ったため彼によって殺害された後、記憶を超AIに移植したアンドロイドにされた彼はフォルツォイク親子の侵攻時に巨大ロボに移植。ブレイブポリスとの戦いを選ぶが、最終的には心ある者として目覚め、ブレイブポリスと共にマッド・マザーと交戦。致命傷を負い海底に沈むが、カピアにより善悪の2つの心を持つ者として選ばれ、精神をエネルギー体にされ、母星に同行。全く新しいデザインのロボットの身体を経て、カピアをボスと呼ぶ承諾を得て、新たな道を歩むこととなる。
ノイバー・フォルツォイク
声 - 飛田展男
エヴァ・フォルツォイクの息子。母親を永久冷凍睡眠刑にされたことへの復讐と、勇太によって生まれた超AI打倒のため「トニ・クルセイダー」の偽名を使いエクセレント社へ潜り込み、チーフテンシリーズの開発に携わる。
20年の間に誰にも知られずに暗躍しFOE財団と結託。終盤において姿を表し、ビクティムを殺害してアンドロイドに作り替え、量産型チーフテン作り出す。更にはエトニアを襲撃して冷凍刑の母を解放した。そして彼女と共にビッグマザーを用い、自分たちを認めなかった世界全てに復讐しようと企む。決戦に敗れるも生き残り、勇太を撃ち殺そうとするも警察手帳のおかげで失敗。さらには帰還したデッカードの妨害により逃亡を余儀なくされた。最後は生き残りのブラックチーフテンに匿われ、親子でいつ解凍されるかも分からないコールドスリープマシンに入ることを選ぶ。
エヴァ・フォルツォイク
声 - 伊藤美紀
20年前開発された超AIの原型になったAIコンピュータ「フォルツォイクロン」の開発者。これによってロボット開発は飛躍的な進歩を遂げることになる。その天才的な頭脳の持ち主で、心を持ったロボットを開発しようとしていたが研究に行き詰まった彼女はその探究心を暴走させてしまい人体実験を行い人間を犠牲にした罪で逮捕され、後々彼女の頭脳を利用しようとエトニア共和国政府は永久冷凍睡眠刑に処されていた。支配欲が強く、逆らう者にも容赦がなく、ロボットたちに子供と言っている割に平然と破壊する冷酷な人間である。
また、彼女の製法によって製作されていたAIの内部にはAI回路を持つロボットたちを自分の支配下に置く特殊回路「ハーメルンシステム」が秘匿されており、物語終盤で息子の手により冷凍刑から開放されると、そのハーメルンシステムを利用し全世界に宣戦布告。自分が目指した心を持つロボットを作った友永勇太やブレイブポリス、はては自分たちを否定した全世界に復讐しようと目論んだ。計画が失敗し全てに打ちのめされた後、息子と共に自分が入っていた冷凍睡眠刑用のカプセルに入り、冷凍刑施設の闇の中に消えた。

### 異星人
バラック星人 ギャモン
声 - 二又一成
第42・43話に登場した宇宙の犯罪者。美しい星を征服しては植民地支配し売りさばいていた。事故で行方不明になった宇宙開発機構のパイロット・ギャモン少尉に変装し地球に侵入して潜伏しており、シャドウ丸の追跡をあざ笑うように翻弄した。
囮の艦隊を土星に配置しシャドウ丸以外のブレイブポリスを地球から遠ざけて地球の戦力を低下させ、自らは戦闘ロボットバラグロンを使って地球支配を開始。シャドウ丸とせいあ率いる防衛軍と激しく争う。奮戦するシャドウ丸をものともせず機能停止寸前まで追い詰めるが、ハイジャス人の協力により会得した大砲変化「ブレイブキャノン」でバラグロンは破壊されギャモンは逮捕された。
ハイジャス人
声 - 曽我部和恭
銀河警察として宇宙の侵略や破壊活動を監視者を名乗る宇宙人たち。青く光るエネルギー生命体であり実体を持たない。
地球に来訪した当初は距離を置いて地球人を監視する立場を取りつつ、バラック星人事件ではブレイブポリスに協力した。その後、ビッグ・マザー事件が元で地球人に対し、一切の感情を消し去る精神浄化を実行しようとする。しかし、精神浄化で失われたものの重さを知るカピアと彼の力で赴いたブレイブポリスの説得により、精神浄化を取り止め、地球を去った。
- 名前の由来は「ハイパージャスティス=超正義、絶対正義」。

カピア
声 - 山崎たくみ
かつて、ハイジャス人によって、精神浄化を受けたドーラル星系第6番惑星出身の宇宙人。彼自身は外宇宙を旅していたので浄化を免れた。柏崎と違い、うるにゃんを怖がることもなく抱くことができる。
第43話のバラック星人事件が終わった直後に地球に飛来し、あずきへの告白に訪れた柏崎に憑依して地球に身を潜めていた。
ハイジャス人の来訪とその意図を察知し、勇太らにハイジャス人との交渉の機会を設けた。その後、故郷である第6番惑星の人々の心を取り戻すために帰郷。故郷での本来の姿は勇太似の青年だった。

### その他のキャラクター
パンダ
声 - 梁田未夏
某国にて人口増加による食糧不足を補うため、成長促進剤の実験中の事故により巨大化したパンダ。国側の依頼で、ブレイブポリス及び防衛軍による捕獲作戦が実行されるが、市街地で遊ぶかのように暴れ周り、ジェイデッカーへの合体を妨害するなど、ブレイブポリスを翻弄。
射殺も辞さない状況に追い込まれるが、勇太の「倒さないで」という願いやせいあの「パンダは大きくなってもパンダ」という助言により、マクレーンの手により手懐けられ、最後はブレイブポリスとの交流を経て満足して海に帰っていった。
ゴッドホエール
捕鯨が禁止されたのにも関らず、違法捕鯨が続く現状において、特定区域内の鯨の保護、及び繁殖を目的とした鯨牧場なる施設を守るために作られたサイボーグ鯨。
その頭脳となるメインコンピューターには、当時試作段階だった超AIが使われた。しかし、鯨としての自立行動と保護機体としてのコントロールの難しさによって開発は難航。しかも、試作AIに水島四郎の子息・新の心を不完全ながらコピーしたことで、サイボーグ鯨のコントロールは不可能とみなされて計画は中止。この事実は水島博士以外に知る者はおらず、人の心があることを知らされぬまま、開発陣は海に還した。
人であり獣であり、機械であるサイボーグ鯨は自然界の枠に自分の居場所が無いからなのか、それとも宿る人としての心が自らを生み出した人への怒りか、あるいは鯨としての心が海を汚す人を憎んだか、機械として海を守るためなのかは定かではないが、やがては海洋施設、主に海を汚すプラントなどを破壊。その際、海を汚すのを嫌う宗教的自然保護団体によって、神の座に祭り上げられこの名がつけられた。その後ブレイブポリスにより捕獲ないし殺害計画が発動。日本にデュークとシャドウ丸が捜査活動を他メンバーは現場へと急行する最中、水島四郎により、その誕生の経緯が明らかにされる。ブレイブポリスとの交戦を経て海の藻屑となる道を選ぶも海生人類たちによって一族の守護神として迎えられ、彼らと共にいずこかへと姿を消す。
キングカイザー、ゴッドボンバー、ウルトラダイバー
冴島の邸宅で働くお手伝いロボットたち。

### 犯罪者とその関係者
ドクトルガウス
声 - 戸谷公次 / 竹本英史（スーパーロボット大戦30）
磁力工学を悪用するマッドサイエンティスト。人呼んで「磁力の悪魔」。強奪したロボットを武器として改造し、犯罪組織へ売りさばく死の商人でもある。デッカードを強奪しようとしたが、勇太の呼びかけによって覚醒したデッカードに敗れ逮捕された。
結果的に、彼が起こしたこの事件により、「感情」を持ったデッカードが設定以上の性能を発揮することが明らかになった。逮捕後は海上プリズンNo.6に収監されており、サタンジェイデッカー襲撃の際にブレイブポリスによって救出されているのが確認できる。
キャトー・ノリヤス
声 - 郷里大輔
自称「闇の魔人」。九字や式神を操る陰陽師だが、九字を途中で忘れる、バルバロッサの上でずっこけるなど間抜けな面が多い。東京を壊滅させるためエアマニア共和国空軍の兵器を盗み出すが、合体に成功したジェイデッカーに阻まれ逮捕された。逮捕後は海上プリズンNo.6に収監されており、サタンジェイデッカー襲撃の際にブレイブポリスによって救出されているのが確認できる。
ムッシュ・モンドー
声 - 梁田清之
「闇の仕事人」の二つ名を持つ裏社会きっての暗殺者。「ザンス」という喋り方が特徴的。ある筋から勇太の暗殺を依頼されていたが、失敗し捕らえられた。逮捕後は海上プリズンNo.6に収監されており、サタンジェイデッカー襲撃の際にブレイブポリスによって救出されている。
ドインク
声 - 島田敏
ピエロのようなメイクをしたバイオ科学者。部下のピエーロ（声 - 増岡弘）と共に「トレンドの素々」という特殊ガスを町に散布し、ハゲのカツラや全身タイツ等の妙なトレンドを流行らせた。
一見愉快犯的犯行であるが、最終的には思想操作による大衆支配を目論んでいた。勇太を「即効性・五月病の素々」によって無気力状態にすることでブレイブポリスの合体を封じ、彼を人質に取って同士討ちを強要するなどの戦術に出たが、ダンプソンと綾子の登場で形勢が逆転。最後は、対象を良い子にする「即効性・ニコちゃんの素々」の原液タンクをロボットにぶつけられたことで全身に浴び、ピエーロ共々に更生した状態で逮捕された。
若林 のびお（）
声 - 島香裕
「若林画材店」を営む、美術商兼バイオ科学者。一人称と口調が女性のそれだったりとややオカマの気があり、筋肉マニアで逞しい筋肉を特に好む。
芸術家志望でもあるがあまり才能はないようであり、本人も自覚している。鋳物業者として芸術家・二宮睦月（声 - 小杉十郎太）の作品の仕上げを請け負っていたが、それをバイオ粘土を使ったブロンズ像にすり替え美術館に運び込み、夜にそれを操って自分好みの芸術品を盗ませていた。自分のイニシャルが入った造形用のヘラを現場に落とすミスを犯すが、発見した勇太がそれを上下逆に読み、しかもそれが偶然二宮睦月のイニシャルになった（W・N→N・M）ため、捜査対象からは外れていた。最終的に、芸術を悪事に利用していたことに激昂した二宮に連続で頬を張り倒されたを受けた上で逮捕された。
逮捕後は海上プリズンNo.6に収監されており、サタンジェイデッカー襲撃の際にブレイブポリスによって救出されている。
幾何井田（）三兄弟
声 - 森川智之（美輝）、巻島直樹（美灯）、結城比呂（美依）
ロボットを過剰なまでに強化するマシンユニット「紅X」を使って銀行や宝石店を狙って強盗を働いていた兄弟。紅Xの開発者かつ科学者で傲慢な性格の長男・美輝（よしき）、強盗実行犯担当の粗暴な性格の次男・美灯（よしと）、美灯のサポート役で冷静冷徹な性格の三男・美依（よしや）の三人。逮捕後は海上プリズンNo.6に収監されており、サタンジェイデッカー襲撃の際にブレイブポリスによって救出される際に彼らに皮肉を言っていた。
- 担当声優の3人は、ブレイブポリスの追加メンバーの声優を担当する前に現場の雰囲気を見てもらうためにキャスティングしたという。

エーリッヒ・フォン・ギガシュタイン3世
声 - 笹岡繁蔵
昆虫人間について研究していた学者。研究中に特定の周波が彼らを操ることができるのを知り、野心に目覚める。それ以後は自らが地下世界の王になろうと暗躍していた。
怪盗ライヤー
声 - 中村大樹
20年前、東京を震撼させた伝説の大泥棒。劇中に登場したライヤーは先代ライヤーの息子で、以前はロボットを使ったかなり荒っぽい手口で悪名を轟かせた強盗である。
先代は死の間際、ロボットを使う強盗に成り下がった息子に己の全てを明かし、若き日を共に生きた良きライバル・三浦警部（声 - 田中信夫）の定年退職を祝うように遺言していた。また、息子の方もそれを機にロボット強盗から足を洗う決心を固め、逮捕されるのを承知の上でライヤーの名を継いだ。息子の人相の全体的な輪郭は父とそっくりであり、人相照合で『別人』と判定されても三浦警部が頑として認めなかったほどである。最後はマルスを撃破され、倒れていたところを駆け寄った警部に素顔を見られた後、逮捕される。取り調べの際、「父は三浦警部と共に生きてきたあの時代（＝20年前の東京）を本当に愛していた」と感慨深げに供述していた。
邪神インティ
声 - 有馬瑞香
数多くの文明を滅ぼしてきた古代の邪神。女性らしい姿で人間大の石像と、巨大で無骨な石像の二つの姿を持つ。人に取り憑き、その欲望を解放させ糧とする。心を持つブレイブポリスにも取り憑くことが可能で、マクレーンとドリルボーイに取り憑き「悪人を裁きたい」「サッカーがしたい」という欲望を解放させた。しかし、二度目にマクレーンに取り憑いた際、「欲望」の理解を深めて「インティを倒したい」という欲望を意図して抱いていたマクレーンの手で封印され、遺恨を絶つとばかりに止めを刺され粉々に砕け散るという自滅的最期を迎えた。
ロバート・キヨシ・稀井
声 - 松尾銀三
通称ボブ。違法ロボット改造技師。ダブロボット騒動の犯人かと思われていたが、実際は所有する機械から発するFパルスでダブロボットを扇動できたことを利用していただけだった。
霧崎（）
声 - 中田和宏
巨大バイクを操る暴走ライダー。元ハイウェイパトロール所属の警官で、ガンマックスの元同僚。
ガンマックスとはパートナーを組み互いに信頼し合っていたが、実は武器ブローカーの裏の顔を持っており、押収した武器や違法改造車を暴走族に横流しし密かに利益を得ていた。これが発覚し懲戒免職された際、自分を売ったのがガンマックスだと思い込み怒りと恨みを胸に警察を去る（実際は霧崎の行動に不審を持っていた隊員が密告したことによるもの）。それ以来、「仲間」は何の役にも立たないもの、という全くの逆恨み思考になった。 暴走するバイクの画像データをガンマックスのそれに書き換え、「仲間に追われる屈辱と苦しみ」を味わわせるという復讐を行う。更に孤立したデッカードらを追い詰め破壊せんとするも、互いを信頼し合った二人の結束の前に敗れ、逮捕された。
ミル・アミーゴ
声 - 山寺宏一
ロボットプロレス「ガンクラップ」の主催者、その裏で誘拐したアスリートにロボットを操作させ賭博に利用する武器密輸組織のリーダー。ケンタウルスとミノタウロスが合体したようなロボットを操る。「華麗なる仮面盗賊」を自称する変装の名人で、掃除のおばちゃん、パン屋のおじさん、犬の着ぐるみを着た芸人など様々な顔を持つ。覆面の下には更に覆面を被っており、素顔は最後まで晒されていない。
アドルフ真藤（アドルフまどう）
声 - 中田和宏
人工フェアリー「フェイ」を作り出したバイオ科学者。自身の発明品に執着するが、他人の手に渡るくらいなら、とジャイロボットに乗り込み、平然とフェイを処刑した。それがドリルボーイの怒りを買い、スーパービルドタイガーに破壊され、逮捕された。
シスター七瀬（シスターななせ）
声 - 定岡小百合
ミッション系女子校「聖アンジェラ学院」の寮長。その正体は某国の工作員で、強力な超能力者。
サイキックエージェント候補探しのため学院に潜入し候補となる生徒を選別、ミサを利用し厳格過ぎる学院の校則への不満を煽り立て洗脳、ロボットを操るための兵士へと養成していた。相当強力なサイキッカーだが、ブレイブポリスとの戦闘で力を使い果たし、逮捕された際には手錠を破壊することすらできなかった。
バブルガム・シスターズ
声 - 篠原あけみ、夏樹リオ
自称「ハイテンションゲーマー」。姉は天才的な凄腕プログラマーで、妹は自分と姉以外をゲームのキャラクター程度にしか認識しない残忍な性格のゲーマー。
現実とゲームとの見境を持っておらず、自身らが開発したゲームを使って犯罪をゲーム化して楽しむことを目的にする享楽主義の愉快犯。パワージョーを操ったルーアは彼女らが面白半分に作ったもの。敗れて逮捕された際にも「あたしたち、ゲームしてただけなのに」と冴島の前で放言したが、「申し開きは署でしろ」と一蹴されている。
エドガー・ポプキンス
声 - 喜多川拓郎
シリコンハウエル社の社員で新型射撃管制システム「ガンピュレーター」の開発者。しかしボディの必要以上の改造を余儀なくされてしまう仕様故に、「自分の努力で実力を向上させたい」と反発したブレイブポリスと、彼らの心情を汲んだ勇太の判断によって採用を蹴られてしまう。そのため自信作を不要扱いされ、自身のプライドを傷つけられたことに激怒し、ブレイブポリスに挑戦状を叩き付ける。
奸智で追い詰めるも、ロボットの心を軽視していたがため彼らの行動を予測できずシャドウ丸に確保され、直後にガンピューレーターの敗北を見せつけられて絶望する。彼の暴走と逮捕が決め手となり、開発は中止という、彼自身にとっての最悪の結末を迎えることとなる。
間芝 史郎（ましば しろう）
声 - 子安武人
違法バイオシンジケートの科学者。本物は組織内の抗争で殺害されており、現れたのは彼のクローンで、オリジナルにあった胸の傷がない。
日記やビデオの映像から学び仕草等は本物と遜色ないが、嗜好などには違いが見られる。オリジナルの「天才を二人作る」という目的のために生み出されたが、オリジナルが殺されたことで組織を抜け、自分の生命保護のため自首した。自身がクローンであることを知っており、アイデンティティーや自分の人権の所在に悩みを抱いている。
久世
声 - 戸谷公次
間芝と同じ組織のバイオ科学者で、間芝を殺害した張本人。間芝を殺害して組織のNO.1になることを目論んだ。
ヘモ・レヴィン
声 - 中田譲治
ゴッドホエールを「神」として崇める宗教的自然保護団体のリーダー。
マギー・出門（でーもん）
声 - 千葉耕市
プラズマ工学を悪用してオバケを作り出し、大門町の住人追い出しを画策した「科学の地上げ屋」。外見はぬらりひょんそのもの。飄々とした態度で、自身の作り出すオバケを芸術と評しているが、綾子ごと屋敷を爆破し、罪を擦り付けようとするなど非道な性格。
円枢寺 靖子（えんすうじ やすこ）
声 - 叶木翔子
高価な車や昔の名車を強奪し売りさばく闇の自動車ブローカー。
変形式のトレーラーロボを使って、ドライバーごと目的の車を奪うと言う強引な手段をとっていた。「価値のある車は飾るだけで十分だから動かなくていい」と藤堂が直した車を笑顔で撃ち抜き、ガンマックスに対して「美しくないメカに用は無い」と言いながら容赦なく攻撃したりなど、非常に傲慢で自分勝手な性格。執事（声 - 一条和矢）から「お嬢様」と呼ばれている。

## 登場メカ

### ブレイブポリス
超AIロボットによる警視庁直属の警察部隊。
超AIに心を持たせた少年、友永勇太をボスとして、ハイテク犯罪に立ち向かっていく。
顔はラバーになっており、高松によれば表情を出すために設定したとのこと。

#### BP-100
勇者刑事 デッカード
声 - 古澤徹
形式番号：BP-110。ブレイブポリスのリーダー。シボレー・コルベットに似たパトロールカーから変形。
開発途中に出会った勇太との交流を重ねる内に、AIに変化が起き、心を有する超AI搭載機体になる。一度は上層部の手で超AIを初期化されてしまうが、ドクトル・ガウス事件で勇太の声を聴いたことで、心を取り戻した。そして、ガイゾナイト事件後、ロボットが心を持つことの重要性と有用性に警視庁上層部は、デッカードの超AIを基にしたロボットを造るようになっていった。勤務時間外は友永家の駐車場を間借りしており、そのこともあり、ご近所からはパト吉として親しまれている。勇太の両親が一次帰省し、留守中に勇太の親代わりを任されて友永パト吉として正式に家族の一員に迎えられた。
性格は実直・誠実・健気。その一方、堅物、優柔不断な面もあり、ごねると黙り込み家出したこともある。
「ホールド・アップ! ブレイブポリス、デッカードだ!」を決め台詞としており、拳銃を右手に構え、警察手帳をパトランプを点灯させた上、左手に翳して叫ぶ。これらは、勇太が考案したものであり、地下工場で勇太と過ごしていた時期に一緒に練習したものである。仲間が増えた後は、後半部分が「ブレイブポリスだ!」に変化。
デッカールームにおける彼の席はリーダーの席として位置づけられている。
チーフテンとの戦いで殉職し、残骸はサタンジェイデッカーとして悪用されてしまう。超AIは奇跡的に無事だったため、救出後、同型ボディを得て復活するが、復活当初は記憶を喪失しており、記憶を取り戻そうと無茶をする勇太の姿に苦しみ、超AIの初期化や交換を望むが、深層心理でそれを拒否。意識を閉ざそうと接続回路の切断までしてしまう。最終的にレジーナがAIを交換して取り外されるが勇太の叫びに外されたAIが謎のスパークを起こす。そしてレジーナによって元に戻されたことで記憶を取り戻し、完全復活を遂げた。
ビッグ・マザーとの決戦において、超AIが破壊されてしまうも、心を得た日を思い出したことで、ロボット生命体に進化・復活を果たす。デッカードと同じ超AIを搭載したロボットたちも同様に進化し、それにより、味方になったビクティムやチーフテンの助けもあって、ビッグ・マザーの破壊に成功した。
ビッグ・マザー事件後、ハイジャス人の手で精神浄化されたカピアの母星・ドーラル星系第6番惑星の民たちの心を取り戻すための手伝いを志願。カピアの手で精神を分離させられ、宇宙に旅立つが、カピアはビクティムをパートナーに選んだことから、自身は地球に帰還。フォルツォイク親子に襲われた勇太たち友永姉弟を救った。
- 名前の由来は刑事（デカ）と『ブレードランナー』のリック・デッカード。
- パトカーモードのモデルについては、合体後に胸のエンブレムを見せる必要があるため、ノーズの長いコルベットが選ばれた。

装備・技
制式拳銃
リボルバー式の拳銃。
ジェイローダー
デッカード専用のトレーラー型サポートメカ。
コックピットからの操縦や警察手帳からの遠隔操作でも動くが、デッカードが超AIのみの状態からでも動かせるため、普段はデッカードが操作を行っている。後部コンテナにパトカー形態のデッカードを収納可能。
装備・技
後部ビーム砲×2
ジェイデッカー
声 - 古澤徹
デッカードとジェイローダー合体した巨大ロボ。第2話から登場。
ジェイローダーが変形したボディにパトカーモードのデッカードが合体して、胸部を形成。頭部マスク内部にデッカードの顔が移動して合体完了。
デッカード同様に射撃戦を主体としつつ、格闘能力も強化され、飛行能力も有する。
当初はデッカードの超AIが心を持ったために、ジェイローダーとの合体プログラムが呼び出せない問題が発生。合体シミュレーションにおいても失敗の連続であったが、キャトー事件において、勇太とデッカードが阿吽の呼吸を行ったことで合体に成功。以降は新たな合体プログラムで合体可能となった。
ビッグ・マザー戦では、ハーメルンシステムに対抗すべく、レジーナの案で「デッカードの超AIを停止させ、機体に乗り込んだ勇太がデッカードと心を共有する」ための改造が施された。デッカードの超AIが破壊され、ロボット生命体として復活するまでの間、勇太の手でマニュアルモードに切り替えられ、ハンドルが変形した操縦桿で操縦された。
- 名前の由来は当時話題になっていたJリーグにちなんで、「ジェイ」「デカ」から。劇中では冴島の発案で「日本（JAPAN）の刑事（デカ）」→「J刑事」→「ジェイデッカー」と転じて命名されたと語られている。

装備・技
電磁警棒
電磁エネルギーを放出する警棒。腰部に装備されている。警棒の先に電気を集めて、槍のように使うジャベリンモードにもなる。
ジェイバスター
ジェイデッカーの主武装。右脚部に装備された専用銃。実弾を用いるガンモード、ビームを発射するライフルモードを切り替えられる。
ジェイデッカー・マックスキャノンモード
マックスキャノンを装備した形態。第21話から登場。
騎士（ナイト）刑事 デューク
声 - 森川智之
形式番号：BP-119
ブレイブポリスのサブリーダー的存在。初代トヨタ・エスティマに似た救急車から変形。第25話から登場。
性格は騎士道を重んじる英国紳士だが、製造者たるレジーナの教育により、プライドが高く理屈っぽい。彼女の思想に傾倒する徹底主義と初対面の態度からブレイブポリスの面々と溝が発生。サタンジェイデッカーに対しても平然と破壊を唱えていた。その理由は「彼女の望んだ警察官になりたい」という純粋な努力心からくるのだが、やがて、その思想と仲間たちの考えの違いや現実との差に苦しめられ、自分なりの結論を導き出した後に和解。周囲の雰囲気を案じたりと性格が多少丸くなった。レジーナのことは「レディ」と呼んでいるが、第28話でレジーナがサタンジェイデッカーに襲われた際には、「レジーナ」と呼んだ。
先行する7体のブレイブポリスの長所を再検討する形で設計されており、単体時の出平均値は全メンバーを大きく上回る。装甲はドリルボーイのドリルにも使われているブレイブニウムγ。隠密回路を搭載しているため、シャドウ丸との合同捜査にも優れている。
登場した当初、いきなりデッカードの席に新たなリーダーとしてデッカードの席に座ったことで、勇太たちから猛反発を受けた。デッカードの復帰後はデッカードの向かい側に席を移している。
- 高松によれば、初期設定での異名はプリンス刑事。タカラの幸ひさしは「刀を持っているから、ナイトかなと決めたと思います」としている。
- 森川は『宇宙の騎士テッカマンブレード』のDボゥイからの流れでもらった役だという。

装備・技
両刃剣
制式拳銃
ファイヤーローダー
デューク専用の消防車型サポートメカ。
消防車ゆえに消火作業にも用いられる。
デュークファイヤー
声 - 森川智之
デュークとファイヤーローダーが合体した巨大ロボ。第25話から登場。
劇中唯一、勇太以外の人間（レジーナ）の命令でも合体が可能である。
ファイヤーローダーが変形したボディに救急車モードのデュークが左右に分割して、両腕を形成。頭部マスク内部にデュークの顔が移動して合体完了。
デューク同様に剣を主体としており、レスキュー活動にも対応。第30話ではデュークファイヤーの姿からファイヤーローダーに変形し、両腕も展開した状態で消火活動を行っている。
チーフテン事件において、レジーナの指示の下に合体を行い、ジェイデッカーたちを圧倒したチーフテンの内、IIを瞬殺した。海上プリズンでの戦いからは勇太の指示で合体するようになる。
- 玩具を開発した国弘高史は、梯子の使い方に悩んだが、「ロボットものでどこからともなく刀がとんでくるのはどうかな?」と思っていたことと、余剰パーツを出さないために剣の鞘にしたという。

装備・技
ファイヤーソード
ブレイブニウムγでできた大型剣。普段は背部（梯子）に納められている。
ファイヤーバスター
ジェイバスターと同型の銃。
ダブルジェイバスター
ジェイデッカーのジェイバスターと共に放つファイヤーバスター。ヌエ相手に使用。
ファイヤージェイデッカー
声 - 古澤徹
ジェイデッカーとデュークファイヤーが合体した巨大ロボ。第29話から登場。
分離したデュークファイヤーの胴体で構成された胸部アーマー、腕で構成された腕アーマー、足で構成された足アーマーをジェイデッカーが纏って完成。基本人格はデッカード。
合体前に比べ、約3倍のパワーを持つ。この約3倍というのは本来想定されていた値より約3倍という意味で、実際にはどの程度のパワーアップが目指されていたかは不明。
チーフテン事件において、デッカードが一度殉職した影響でプログラムに不確定要素が生じたことで合体したら、どちらかの人格が破壊される危険性が出てしまい、どちらの人格も無事な可能性は5万分の1というごく僅かなものだったが、ハイパーチーフテン戦において、一か八かの合体を決行し、辛くも5万分の1の賭けを成功（ガンマックスアーマー曰く「5万枚のカードの中から、たった1枚のエースを掴み取った」）させた。
当初の名はグレートジェイデッカーになるはずだったが冴島は「よくある名前だから」と却下し、これまでの振り返りで「炎のように熱い心」からヒントを得て、ファイヤージェイデッカーの名を思いついた。
装備・技
マニピュレーターアーム（正式名称不明）
右腕に装備しているマニピュレーター。第30話では左腕にもマニピュレーターアームを展開し、東京メトロニックシティの天井を支えた。
ドリルアーム（正式名称不明）
左腕に装備しているドリル。
ファイヤーソード
デュークファイヤーの物と同一。鞘は腰部に移動している。第42話の怪ロボット戦では刀身を発光させた状態から空に飛び上がり、相手を一刀両断した。
バーニングファイヤーソード
鍔のブレイブポリスエンブレムが輝いて、炎が刃を包み込んだ状態から空に飛び上がり、相手を一刀両断する。
ファイヤーソード・ローリングサンダー
ファイヤーソードで円を描き、電気を収束させ、相手に投げつける。ヌエを倒した。
ファイヤージェイデッカー・マックスキャノンモード
ファイヤージェイデッカーがマックスキャノンを装備した形態。第31話から使用。

#### BP-300
コンバット刑事 マクレーン
声 - 置鮎龍太郎
形式番号:BP-301
キャブ上部に回転灯を備えたクレーン車から変形。ビルドチームのリーダーにして射撃の名手。デューク配属まではブレイブポリスのサブリーダー的存在でもあった。
性格は冷静沈着で真面目、博愛精神をモットーとし、まずは冷静に話し合うのを良しとする。一方で、理性的であるが故に潔癖過ぎる面もある。
尾上せいあと出会い、親交を深めていき合体のために必要なきっかけを発見した。
インティ事件においては、欲望を悪と決め付けていたため、インティに取り憑かれた際には、自分にも欲望があり、暴走した事実に心を閉ざしてしまうが、せいあの導きや「生きたい」「犯罪から人々を守りたい」ことも欲望の一つと理解したことで、せいあとの絆も深まり、さらなる成長を遂げる。
- 初期設定名はフック。

装備
ショットガン
メイン武器。ベンチレート弾、炸裂弾、スタン弾等のグレネード弾頭も使用。
制式拳銃
カンフー刑事 パワージョー
声 - 山崎たくみ
形式番号:BP-302
キャブ上部に回転灯を備えたパワーショベルから変形。機動性と運動性に長けている。せっかちな血気盛んでお調子者ではじめて勇太の学校に遊びに来た時は空気も読まずに授業の邪魔をして勇太に恥をかかせてしまったが、困った人を見ると気になるお人好しからのこと。この一件により勇太のクラスメートである子供たちにとても慕われるようになり、彼らから勇気をもらっている。
感情に先走る一面もあるが、チームのムードメーカーであり、仲間の間を立ち回り、暗い雰囲気から立ち直る要素を作っている。
変形の過程で脚部を切り離す構成になっており、この機構を利用し窮地を脱したことがある。
- 初期設定名はスコップ。

装備
トンファー
ヌンチャク
普段は右肩に収納されている。
制式拳銃
レスラー刑事 ダンプソン
声 - 星野充昭
形式番号:BP-303
キャブ上部に回転灯を備えたダンプカーから変形。怪力の持ち主。頑固・堅物・生真面目の3拍子揃った性格で「自分は○○であります!」という軍人口調が特徴。
恋愛に関しては一途で純情であり、ルポライターの綾子とはじめて出会った時に信号を無理やり渡った彼女を注意するも足代わりにされ、その後も彼女には振り回されっぱなしである。
機器の載せ換えよりもダンベルなどで自身の身体機能を高めるのを趣味としており、それは合体時のビルドタイガー時のポージングにも現れている。
警視庁の一斉健康診断で異常が見つかり、冴島の発案した人形型AIバックアップに入ったことがあり、ドリルボーイに振り回される形でバッテリー切れで死にかけたことがある。
- 初期設定名はダンパー。またはカラオケ刑事。

装備
ダンベル
肉弾戦及び、投擲して使用する。
制式拳銃
サッカー刑事 ドリルボーイ
声 - 結城比呂
形式番号:BP-304
ドリル戦車とドリルジェットに三段変形する。サッカーボール型爆弾に加え、新素材ブレイブニウムγ製のドリルを装備しており、地面を陥没させて相手を転倒させる奇襲も行う。腹部には格納スペースとマニピュレーターを持つ。
地底人事件により、ロールアウトまでに超AIの成長促進作業が間に合わなかったため、子供っぽく無邪気で世間知らずな性格となる。当初は事件を面白がったり、ミスをした際や重大な判断では頼りないなど未熟な面が多く、捜査会議で悪戯をしかけて勇太を怒らせてしまったこともあるが、次第に成長していく。
ドリルボーイも警視庁の一斉健康診断で異常が見つかり、冴島の発案した人形型AIバックアップに入ったことがあるが、イタズラが過ぎてしまいバッテリー切れで死にかけたことがある。
- 初期設定名はドリブル。

装備
マシンガン
膝当てに内蔵された銃。
サッカーボム
胸部からサッカーボールを取り出す。外観は同じ。蹴るとブレイブニウムγのスパイクが飛び出して爆発する。
制式拳銃
ビルドタイガー
声 - 置鮎龍太郎
勇太の「ブレイブアップ!ビルドタイガー」の指令でマクレーンが胴体と右腕、パワージョーが左腕と脹脛、ダンプソンが両脚となり合体した勇者。
当初は合体に失敗していたが、それぞれが「自分の大切な者を守る」ため心を一つにすることで合体に成功。合体後は各メンバーの意識が融合している訳では無く、火器管制及びメイン思考をマクレーン、運動制御をパワージョー、出力制御をダンプソンが担当し、全身を部位ごとに分担し機能している。クレーン部分とショベル部分は体内に格納できる。胸部の虎は冴島総監曰く「カッコイイから」という理由でデザインされた。
構造上、BP-100シリーズではサポートロボに収容されている銃器の類が装備されず、怪力を生かした肉弾戦を中心に戦う。
スーパービルドタイガー登場後も第23話で登場。
装備
タイガーキャノン
右肩のクレーンから発射する強力なビーム砲。光弾を連射するパターンや巨大なエネルギーの奔流を放つパターンもある。
合体銃（正式名称不明）
玩具にてショットガン・トンファー・ダンベルを合体させた銃。作中では未使用。
スーパービルドタイガー
声 - 置鮎龍太郎
勇太の指令でドリルボーイが装甲と、足部パーツとして合体した勇者。持ち前のパワーに磨きがかかり、胸の虎もサーベルタイガーへと変化した。他の3体に加えて、ドリルボーイが飛行性能を担当する。
メイン思考は基本的にマクレーンが務める。
最初はドリルボーイと仲間のビルドチームの意思疎通が上手くいかず、失敗してしまうが、勇太と昆虫人間の王の意思疎通を見たドリルボーイが仲間の大切さに気付いたことで合体可能となった。
装備、技
タイガーキャノン
ビルドタイガーと同一。
ドリルパンチ
右手をドリル状に完成させて、敵を貫く。
タイガーキック
膝蹴り。発動はドリルボーイが行う。
タイガーギムレット
ドリルボーイ、マクレーン、パワージョー、ダンプソンの順に連結して、相手に突撃する。
ビルドクラッシャー
右肩のクレーンを伸縮し、鉄球を打ち込む。
合体銃（正式名称不明）
ビルドタイガーと同一。第40・47話で使用。
タイガービーム
スーパービルドタイガーの最強の技。胸部のサーベルタイガーの口から発射するビーム。
タイガーファング
ジェイデッカーがスーパービルドタイガーのクレーンにジェイバスターを接続して、胸部のサーベルタイガーの口から発射する強化されたタイガービーム。欠点は、エネルギーの消費が激しく、戦闘中に一度しか使えない。

#### BP-500
忍者刑事 シャドウ丸
声 - 立木文彦
形式番号:BP-501
覆面パトカー、ジェット機、警察犬、戦車、人型と多段変形を可能とする。試作機のカゲロウから得られたデータを元に作られた忍者刑事。
ニヒルな孤高の一匹狼を気取る性格をしているが、1人だけ他の刑事と合体できないのを僻たみ、警察犬の呼び名が気にいらず、「アニマルロボット」や「狼」ということにして本来の犬と呼ばれた時、「俺は犬なんかじゃねぇ!!」と激怒するなど、子供っぽく寂しがり屋な面もある。時折憎まれ口を叩くことがありたまに仲間と衝突することも。同じロボット刑事たちのことは「○○のダンナ」とも呼んでおり、勇太のことは「チビボス」と呼ぶ。
ビデオカメラ以外のセンサーの干渉を受けない隠密回路やステルス機能から主に諜報活動を担当。同じ隠密回路を持つデュークとコンビを組むこともある。
終盤は本人も知らない内にハイジャス人の探査体として操られており、フォルツォイク事件の成り行きを見届ける彼らに映像を送信していた。
デッカールームのデスクはガンマックスの向かい側。
別形態
ジェット機
偵察や追跡に適している。武器は機体中央部の左右に装備している機銃と両翼のミサイルランチャー。
覆面パトカー
最高時速427kmで走行。武器は2連装ビームキャノン。
警察犬
犬の一万倍の嗅覚を持つ。シャドウ丸自身は狼としている。第11話では、この姿でオイルを食していた。
戦車
第11話から登場。開発過程でのカゲロウとの訓練で火力不足が指摘されたため、追加された形態。武器は覆面パトカーと同じく、2連装ビームキャノンだが、威力は上回っている。別名シャドウ丸タンク。
ブレイブキャノン
ハイジャス人の手で強化復活した直後に変形した第6の形態。巨大な二門銃となり、スーパービルドタイガーとデュークファイヤーが両脇を、ガンマックスアーマーが砲身を支え、ジェイデッカーが引き金を引いた。
装備
忍者刀
手裏剣
バルカン
鎖鎌
ライフル
制式拳銃
カゲロウ
声 - 中原茂
形式番号：BP-500X。
覆面パトカー、翼竜、人型と三段変形が可能。
正式なブレイブポリスではなく、シャドウ丸完成のために作られた試作機で、配属前のシャドウ丸の訓練相手を務め、完成した暁には超AIを初期化し、他部署への配属を予定されていたが、自分自身の心の意義と記憶を失いたくない思いから、初期化される前に脱走。喋る機械を破壊して暴れまわり、トーキング・エレクトロニクスではあずきを人質に取るが、シャドウ丸との話し合いで破壊行為をしないことを条件に見逃され、姿を消す。だが、生みの親である新庄に捕らえられたカゲロウは超AIを外され、抜け殻となった身体は破壊兵器と化し、シャドウ丸の忍者刀で腹部を貫かれて倒された。超AIは新庄の人格に書き換えられ、エクセレント社の新型空母アビスの頭脳として組み込まれたが、アビスが水圧で崩壊し始めた時、カゲロウの心が蘇り、シャドウ丸と新庄を脱出させた。
『ブレイブサーガシリーズ』では味方ユニットとして扱え、勇太をボスと認めているが、任意のイベントを選ばないと登場しない。スーパーロボット大戦30でも登場し、シャドウ丸とのコンビネーション技がある。
名前は、シャドウ丸の仮称より。
全高：5.4m
別形態
覆面パトカー
シャドウ丸とはテールスタビライザー等が異なる。
翼竜
シャドウ丸のジェット機モードに当る形態。
装備
鎖鎌
手裏剣
バルカン
制式拳銃

#### BP-600
白バイ刑事 ガンマックス
声 - 巻島直樹  / 野島裕史（スーパーロボット大戦30）
形式番号：BP-601
他の部署へもロボット刑事を配属する第二次ブレイブポリス計画において、ハイウェイパトロール用として開発されたが、気障りな物言いや単独行動が災いしてハイウェイパトロールから突き返されてしまい冴島によって仕方なくブレイブポリスに転属した。バイザーを常に装着しているが、バイザー越しに目が描かれることもある。
シニカルな性格でかなり気障な物言いの皮肉屋。転属直後はメンバーともかなり衝突したが根は真面目であり、繊細な性格。アメリカンスラングで話すのも特徴で発音はかなり流暢。オイル供給は「この方がウマい」と口からのラッパ飲みを好み、デッカードにも教えたことがある。勇太のことは「おチビさん」と呼ぶ。
交通課時代、相棒の霧崎の起こした事件の影響から、他者を寄せ付けない物言いや他の交通課隊員との軋轢を起こした末、ブレイブポリスに転属。霧崎の復讐で犯罪者の容疑を掛けられるがデッカードとの逃避行の中での交流と霧崎逮捕でケジメを付けたことで克服。
藤堂とは憎まれ口で語り合う親子のような関係であり、ガンバイクの一件でマシンの魂を教えられたこともあった。
デッカールームのデスクはシャドウ丸の向かいに位置する。
- 初期設定名「チップス」

装備
制式拳銃
ハイウェイパトロール時代の物をそのまま使用、他のメンバーとは違う銀色の大口径タイプ。
ショットガン
ガンバイク
ハイウェイパトロール用巨大白バイ「メガバイク」をガンマックス専用に再設計したサポートメカ。後部に人間が搭乗するシート及び、ガトリング銃を装備、小回りが効き変形機能のない機体の補助を請け負う。藤堂に「新型にしたい」と言ったものの、「物は大切にしなきゃ」云々と説教されたこともありそのまま乗り続けることにした。
装備
対人用機関砲
ガンマックスアーマー
ガンマックスがガンバイクを鎧として纏うように合体した姿。合体に勇太の指令を必要としない。耐弾性が向上し、多様型目的戦闘などで活躍。背中の双発ローターにより空中での戦闘も可能になるが、長時間飛行は苦手である。
制式拳銃
ショットガン
マックスキャノン
ガンマックスとガンバイクのもう1つの合体形態である光線砲。ガンマックスがガンバイクに騎乗した状態で包み込むように変形して、フロントカウルから砲身がせり出し、ジェイデッカーやファイヤージェイデッカーの右腰に接続して使用される。ガンマックスは出力調整を行い、百発百中の命中率を誇る。

### スコットランドヤード
英国のブレイブポリス。デュークをナイト、レジーナをクイーンに見立てるとチェスの全ての種類の駒が揃う。
各ロボットの胴体のデザインは、前作『マイトガイン』のダイバーズのものから流用されている。日本に残ったデュークを欠いたままビッグ・マザーと戦うも、超AIを操られて同士討ちをさせられ全滅した。
ビショップ刑事 ジョン
デザインは、ダイバーズのファイアダイバーの流用。
ルーク刑事 ポール
デザインは、ダイバーズのポリスダイバーの流用。
キング刑事 リンゴ
デザインは、ダイバーズのジェットダイバーからの流用。
ポーン刑事 ジョージ
デザインは、ダイバーズのドリルダイバーからの流用。

### エクセレント社のメカ
チーフテンI・II
声 - 松尾銀三 / 間宮康弘（スーパーロボット大戦30）
チーフテンシリーズの試作機。赤を基調としたチーフテンIは吸収したエネルギーで攻撃し、青いチーフテンIIはビーム攻撃の吸収と防御を行う。
悪の心（相棒を思いやる情動はある）をインプットしたために制御が難しく、解決策を求め思案している最中に、最強の機械を追い求めるビクティム＝オーランドにジェイデッカー破壊の目的を与えられる。奇しくも、その日は勇太とデッカードの出会い1周年記念パーティーの日であり、パーティーの邪魔をさせまいとしたシャドウ丸、次にガンマックスを打ち破る。本命のジェイデッカーとの戦いでは、ブレイブポリスの説得に耳を貸さず、未だに迷いのあるジェイデッカーとスーパービルドタイガーを圧倒。さらには、マックスキャノンをも退け、ジェイデッカーに大ダメージを与え、合体解除したデッカードを大破させた。
目的を果たしながらも、デュークファイヤーの手でIIは破壊され、Iも右腕を切り落とされる。ビクティムとガイゾナイトの協力で逃走したIは強化された右腕とシンキングソード・断を与えられ、デッカードの予備パーツを奪うべく、輸送列車を襲撃。護衛任務に就いているブレイブポリスとの戦いにおいて、デュークファイヤーに左腕を切断された後、シンキングソードに首を切断・回収された。
ハイパーチーフテンI・II
チーフテンI・IIの改修型。超AIから相棒への情を消去されている。合体プログラムが組み込まれており、発動させると双方が対決し、どちらかが敗者の外装を纏い、アーマードチーフテンとなる。合体後は、シンキングソードを使用。
合体プログラムにより、IがIIを倒してパワーアップしたが、ファイヤージェイデッカーのバーニングファイヤーソードを受けて敗北。ビクティムとシンキングソードは超AIを回収しようとするファイヤージェイデッカーに襲い掛かったが、僅かの間だが再起動したIIの残骸にシンキングソードは破壊され、ビクティムも逮捕された。
ブラックチーフテン（指揮官型・兵卒型）
量産型の黒い機体。先行試作機よりも制御された悪の心を植えつけられるも、デッカードの進化に呼応して、善の心に目ざめたことで、フォルツォイク親子に反逆する。大半はビッグ・マザーと共に海へと消えたが、ビクティムを救った一体だけは半壊ながらも生き延び、再び眠りに就いたフォルツォイク親子の墓守を務めた。
巨大ビクティム
声 - 子安武人
アンドロイドのビクティムの超AIを移植した巨大ロボ。ビクティム単独での活動も可能だが、腹部に操縦席がありノイバーが操縦することも可能。
当初はブレイブポリスと敵対しファイヤージェイデッカーと互角以上に渡り合った。一度追い詰めるも、深層心理にあったデッカードの勇太に対する想いによりブラックチーフテン同様に善の心に目覚めて、ビッグ・マザーに反逆。ブレイブポリスの勝利に貢献するが自身は大破する。しかし、超AIが完全に破壊されたわけでなかったことから、宿った心はカピアと共に彼の母星に赴き、そこでブレイブポリスと似たデザインのボディを得て、新たな道を歩み始めた。
- カピアから得た新たなボディのデザインはエクスカイザーであり、高松信司によれば当時サンライズがバンダイグループに入ることが決まり、「勇者シリーズ」が最後かなという懸念があったため、シリーズを『エクスカイザー』に返すというメッセージであると述べる。

アビス
声 - 曽我部和恭
エクセレント社が開発した潜水空母。
カゲロウの超AIに新庄の記憶と思考パターンを組み込み、それを制御用コンピュータに使用。シャドウ丸にアビスガードを破壊された後、戦闘で破壊される恐怖に駆られ、操作も受け付けない状態となり、深海に逃げ始めるが、それにより、水圧で艦は崩壊していき、心が蘇ったカゲロウの手でシャドウ丸と新庄を脱出させた後、完全に崩壊した。
アビスガード
アビスの護衛用に新庄が開発した2体のロボット。カゲロウのデータをコピーしており、シャドウ丸相手に優位に立つが、シャドウ丸の戦車モードを知らなかったことから、戦車モードになったシャドウ丸の砲撃で破壊された。
シンキングソード・断
声 - 子安武人
ビクティムがガイゾナイトと超AIを融合させて作り出したチーフテン用の剣。自意識を持っており、会話も可能。
サタンジェイデッカー
大破したジェイデッカーのボディにガイゾナイトが融合した異形の姿。デッカードの意志は存在せず、ビクティムの意のままに操られていた。
『ブレイブサーガ2』では『勇者王ガオガイガー』の設定が取り入れられ、ゾンダーメタルを植えつけられて誕生した。

### 犯罪者のメカニック
デスマグネ
ドクトルガウスの操る巨大ロボット。ステルスシステムが搭載されており、レーダーでは感知できない。胸のメインコイルから放つ磁力ビームが主力武器だが、同時に弱点である。長い腕で相手を叩き潰す攻撃も行う。デッカードの護衛をしていたロボットやパトカーを全滅させるが、覚醒したデッカードによってメインコイルと両腕を破壊され、戦闘手段を全て失い無力化された。
フライトバトラー
キャトーが盗み出したエアマニア共和国空軍の最新兵器。人型への変形機構を持つ無人戦闘機。そのシステムは第一級国家機密となっている。全てジェイデッカーに破壊された。
バルバロッサ
フライトバトラーの母艦を兼ねた重爆撃機。戦闘中にジェイデッカーが落とした電磁警棒を勇太が操作して発射したビームと、ジェイバスターによる攻撃で撃墜された。
ガイゾナイト
宇宙から地球に飛来した「隕石生物」。電波を発して機械を操ることができる。一度ビルドチームに撃退され、警視庁に保管されるも、ビクティムに強奪（以前よりも小型化していたが、経緯は不明）されチーフテン用の魔剣シンキングソード断へと変貌し、サタンジェイデッカーを操り言葉を話すようになる。逃亡のためチーフテンの頭部（超AI）のみを回収しボディを爆破させたが、大破したチーフテンIIに意趣返しとばかりに抜き手で刺し貫かれ絶命。
ダストゴン
ガイゾナイトの力で粗大ゴミが融合した巨大ロボ。
スティンガー
ムッシュ・モンドーの扱う暗殺用メカ。蜘蛛型の小型ロボットで、針を発射して標的を殺害する。登校中の勇太を狙うが、パワージョーが（気付かずに）阻止した。
チェリーブロッサム
モンドーの暗殺メカ。ドリル型の小型ロボット。地中から勇太を狙うが、踏み潰される。
マイタイ
モンドーの暗殺メカ。ボール状の小型ロボット。勇太の靴を盗み追いかけさせ、体育館におびき寄せる。挨拶などをフランス語で行っていた。
スクリュードライバー
モンドーの暗殺メカ。鋭い爪を持つ人型ロボット。体育館に閉じ込めた勇太を殺害しようとするが、パワージョーに破壊される。
残骸は、警視庁の「A-0 特別保管倉庫」にて管理されている。
ブラックルシアン
各地に隠されていたパーツがモンドーの指令により合体した巨大ロボット。パワージョーを捕獲して盾とするも、下半身を分離したことでできた空間を攻撃され倒された。
ガワン
違法バイオ兵器を扱う「パライゾンバイオ研究所」で生み出された人造巨龍。周囲の環境に合わせ短時間で進化することができ、二足歩行型から水棲型への変化も簡単に行える。皮膚は非常に硬質で戦車の砲撃も通用しないが、新しい環境に適応していく間だけ柔らかくなる。
調査のために東京に運ばれる途中、「処分」名目で勝手に介入してきた陸上防衛軍がサンプルを採取しようとしたために外気に触れ復活を果たす。真琴を一飲みにし、その後は砲撃を物ともせずに街に向かうが、マクレーンの策で水に落とされたため皮膚が柔らかくなり、腹に勇太たちが脱出するための穴を空けられる。直後に水棲型に変態するが、穴に炸裂弾を撃ちこまれ内部破壊された。
ピエロボ
ドインクとピエーロが操る巨大ロボ。球型の胴体に手足を付けたような外観にピエロを模した頭部とカラーリングをしており、ふざけたデザインだがパワーは一級品。「即効性・ニコちゃんの素々」の原液タンクをぶつけられ、中の二人がその原液を直で浴びて真人間になったために起動停止した。
ブロンズコング
若林が作ったゴリラ型の巨大バイオメカ。何百体ものバイオブロンズが合体してできている。このメカの造形に納得していないが、当人の才能の問題なのかどうしても改善できない。
全身が変形・再生自由自在の特殊なバイオ粘土で構成され、物理攻撃がほぼ通用しない。ただし、合体の統率などを司る天使像の一部を勇太が壊してしまい、こっそり補修を行ったためにその部分だけが普通の粘土となっている。ジェイデッカーたちをも上回る巨体とバイオ粘土の特性を最大限に発揮して優位に立つも、最後は天使像の一部を撃ち抜かれて変形機能を失い、倒された。
バラメス
学名「カバリエントロ・バラエリカ・ドドメス」。勇一郎がペドロアイランドから持ち帰った木像の中にいた古代昆虫。
第一形態は芋虫、第二形態はオトシブミ、第三形態（成虫）は蛾のような姿をしており、極めて短時間で成長する。堅固な外皮と、成虫になってからは酸性の鱗粉や機械を作動不良にする颶風を操る。木像から抜け出し、街中で餌となる物を片っぱしから食い荒らし第二形態に変態。攻撃が一切通用せず、「成虫に装甲はない（ので銃撃は通じるはず）」という勇一郎の判断により成虫になるまで監視される。成虫になった後は酸の鱗粉などでブレイブポリスを苦しめたが、古代のままの体は工業の発達により汚染された現代の環境に耐え切れず、自然死してしまう。その姿は写真という形で遺された。
デスメタル
幾何井田三兄弟の操る巨大ロボットで両端仕様のランスが武器。紅Xで強化されているためにかなりのパワーを持つが、ビルドタイガーとの力比べでシステムが紅Xの負荷に耐えきれずにオーバーヒートして機能停止してしまった。
ギガゼクター
ギガシュタインが作った昆虫型巨大メカ。4本の腕や胸部のミサイルを武器とする。普段は地下の昆虫帝国にある邪神像の中に隠されている。
鋼鉄巨兵マルス
怪盗ライヤーが乗る巨大ロボ。ホログラム機能を有しており、それを使った逃走ルート偽装によってブレイブポリスを翻弄した。
ダブロボット
車とロボットが融合したような異形のメカ。で、車から節足動物のような足が生えたような見た目が特徴的。ゴミ処理プラント「砂時計」のコンピュータ（声 - 山崎たくみ）が稼働以来一度もメンテナンスや清掃がされていなかったためにカビが浸食、異常を起こしたため生まれた存在。
バイクロス
7台の大型バイクが変形合体した、霧崎の巨大ロボ。岩をも容易く砕く展開型ドリルと、そこから放たれるエネルギー波を武器とする。マックスキャノンの一撃を受けて倒された。
フェイ
声 - 宮村優子
アドルフ真藤が作り出した、空・陸・海全ての適応が成された人工生命体（上半身は虫の羽が生えた人間で、下半身は魚）。偶然出会ったドリルボーイと仲良くなった。名前は「フェアリー」から付けたもの。簡単な単語しか話せないため、ドリルボーイのことは「ボーイ」と呼んでいた。ジャイロボットの攻撃からドリルボーイを庇い落命するが、魂は本物の妖精たちに迎えられた。
ジャイロボット
真藤の乗る巨大ロボ。背部に備えた巨大な二機のローターで自在に飛行し、高速飛行形態にも変形できる。ずんぐりとした容姿だがビルドタイガーを圧倒する性能を誇るもスーパービルドタイガーに倒された。
メカザウラー
全身に火器を搭載した怪獣型巨大ロボ。ブレイブポリスの戦闘データ採取用にビクティムが送り込んだ。
サイコガンナー
通常の動力及び一切の駆動機構を持たず、念動力で動く巨大ロボ。外部に傷一つ付けずに動力ケーブルのみを切断する。頭及び胴体、腕、脚の3つに分かれトレーラーで日本に輸送されてきた。
ウェザード
気象コントロールマシン。何者かによって兵器に改造された上に暴走し、超大型台風を発生させてしまう。
ルーア
声 - 天野由梨
バブルガム・シスターズが自分たちの余興のために、面白半分で作ったプログラムを組み込んだ看護ロボット。目的は電波を発してパワージョーを操り、ブレイブポリスが自滅していく「ゲーム」を楽しむため。
彼には美しい少女の形に見えていたが、それは電波による幻覚であり、実際は旧型AIを積んだだけの無骨な姿。しかし実際には美少女ロボットの幻を見せる設定も会話機能も搭載されていないと言う。にも関わらず、最期は自分を破壊するように訴え、ヤヌスの見せる幻覚の突破口となった。最期の瞬間だけはデッカードたちにも美少女に見えていた。破壊には到らず、後に修理される。
ヤヌス
バブルガム・シスターズが搭乗する光学迷彩を搭載した飛行メカ。電波を発してセンサー類を撹乱させ、幻覚を見せることが可能。
アームガン
エドガー・ポプキンスのメカ。ガンピュレーターを搭載しているため100%の命中率を誇る。また、一台でも破壊されると、全機体に仕込まれた高機能火薬が一斉に爆発する仕掛けが施されている。結果的にこの仕掛けが命取りとなり全滅。シャドウ丸以外が負傷したものの、全員生還という結果に終わった。
トレーラーロボ
円枢寺靖子が車両強奪に使用する変形式のロボット。操縦は執事が担当する。
謎の物体
地球に迫ってきた謎の物体で、雷雲のようなものを纏っている。デッカードたちに破壊された際、ブレイブポリス全員に「超AIを持ったロボットが大勢誕生したためブレイブポリスが解散する」と言う夢を見せた。
バラクロン
バラック星人が送り込んだロボット怪獣。地球の武器が一切通用しなかったが、ハイジャス人の力でシャドウ丸が変形した「ブレイブキャノン」によって倒される。
ビッグ・マザー
古代神殿を模し、機体前下部中央に巨大な人の顔を持つ超巨大空中要塞。内部に大量のブラックチーフテンおよびハーメルンシステム作動装置「ハーメルンの笛」を搭載している。
マッド・マザー
フォルツォイク母子が乗る複座型巨大ロボットにして「最強の殺戮マシン」。武器は手に持った大鎌と全身から展開する触手状の棘、腹部に内蔵されたビーム砲。鳥類のような脚部を持つ。

## メカニック
勇者警察手帳
ブレイブポリスが所持する警察手帳型通信機。サイズは違うが形状は勇太の物とデッカードたちの物は同型。開くことでエンブレムが現れてサイレンが鳴る。
勇太が所持するものはブレイブポリスへの合体指令を出す際にも用いられる。合体コードは「ブレイブアップ・○○（合体後の名前）」。
ジェイデッカーへの初合体の際はデッカードに心が芽生えた影響で新たに合体プログラムを組む必要があり、そのため、操縦桿型リモコンが用いられた。なお、操縦桿型リモコンはレジーナがデュークファイヤーへの合体を行う際にも用いていた。
超AI
第5世代AI「フォルツォイクロン」をベースとした心を持ったロボットたちの頭脳。AIを超える進化したAIという意味合いから超AIと呼ばれる。
当初はフォルツォイクロンを搭載したAIロボットとして、地下の秘密工場で組み立てられたデッカードだったが、偶然から勇太が工場に入り込んでしまいデッカードと出会う。その後1年の間、勇太とデッカードの秘密の交流が続くうち、寂しさの感情を覚えたAIが自ら進化し、自我(つまり心)を持つようになり超AIに進化。心を持つロボットが誕生した。
マクレーンをはじめとするブレイブポリスやチーフテンも含めた心を持ったロボットたちは全てデッカードの超AIをコピーしたもので、制作した環境や場所、制作した人の感性や趣向などによって性格が変化しているが、深層心理には勇太とデッカードの記憶が潜んでおり、結果的にフォルツォイク親子の事件でビクティムやチーフテンが勇太を殺せないということに繋がった。
ハーメルンシステム
来たるべきロボット社会を予想してエヴァ・フォルツォイクがフォルツォイクロンに仕込んだシークレットサーキット(秘密回路)。特定の音波を発することでAIユニットに仕込まれたシステムが起動し、その後コントロール波を発射することでロボットを操ることができるようになるシステム。防衛軍のマシンは簡単に操られてしまい、心を持ったロボットたちもAIに激しい障害が発生して苦痛を伴いやがて操られてしまう。ブレイブポリスは辛うじて脱出したが、イギリスのブレイブポリスたちは操られてしまい同士討ちをさせられて破壊されてしまった。ブレイブポリスたちも対策のためにデッカードは勇太が操縦できるように改造され、他のメンバーは一時的に機能停止の処置を施された。
デッカールーム
ブレイブポリスのメンバーが待機している基地。
当初は整備ハンガーなどを備えた一般的な工場のような基地になる予定だったが、メンバーの意見を取り入れた結果、ブレイブポリスの体格に合わせた机や電話機、文房具までもが揃えられた「人型ロボットサイズの事務所」になった。ブレイブポリスたちと目線が合う高さに勇太専用のデスクなどの人間のスペースがある。
そのため、東は設計予定と全く違う状態になりかなり怒ったが、勇太の命令でマクレーンたちの謝罪でうやむやになった。
当初の設計と全く違うが当初の設計以上の仕上がりで整備ハンガー、射撃場など様々な設備が備わった。警視庁での勤務中は基本的に人型形態をとり、デスクワークなどをして過ごしている。
AI保存用人形
ブレイブポリスのボディメンテナンス中にAIの機能を一次保存するために作られた小型の人形。冴島総監の趣味で作られたようなもので人形サイズに合わせておもちゃ用のデッカールームや勇太人形までが作られた。変形機能まで忠実に再現されていて本来の形とそっくりに変形はできるが、変形時の推進機関がないため移動は徒歩のみ。
第33話でダンプソンとドリルボーイがメンテナンスのために移された。
バッテリーは丸1日持つが、ドリルボーイがはしゃぎすぎたためにデッカールームから遠ざかってしまい、2人ともバッテリー切れで死にかけたが、偶然うるにゃんが見つけたことで勇太の所にたどり着き助かった。

## スタッフ
- 企画 - サンライズ
- 原作 - 矢立肇
- シリーズ構成 - 川崎ヒロユキ
- キャラクターデザイン - 石田敦子
- メカデザイン - 大河原邦男
- 美術 - 岡田有章
- 色彩設計 - 岩沢れい子
- チーフメカ作監 - 山根理宏
- デザイン協力 - スタジオG-1
- 音響 - 千葉耕市
- 撮影 - 松沢宏明、森夏子
- 音楽 - 岩崎文紀
- 監督 - 高松信司
- プロデューサー - 加古均（名古屋テレビ）、小原麻美（東急エージェンシー）、古沢文邦（サンライズ）
- 制作 - 名古屋テレビ、東急エージェンシー、サンライズ

## 主題歌
オープニング「HEART TO HEART」（1話 - 47話）
作詞 - 渡辺なつみ / 作曲・編曲 - 鶴由雄 / 歌 - 彩子
ボスである勇太と、ブレイブポリスの刑事たちを順番に紹介していく形式となっており、作中での刑事の増員に合わせる形で、各刑事の紹介場面や関連する場面も複数回にわたってマイナーチェンジされた。また歌詞テロップは表示されず、代わりにロボット刑事たちの紹介の際に名前テロップが表示される。
最終話ではオープニングなしで本編が進行し、同曲はエンディングテーマとして使用された。
エンディング「笑顔は君の忘れ物」（1話 - 47話）
作詞 - 横山武  作曲・編曲 - 鶴由雄  歌 - 佐藤有香
オープニングと同様に作中で刑事の増員や、うるにゃんの成長に合わせる形で、映像も複数回にわたってマイナーチェンジされている。
挿入歌
「もしもあなたに会わなければ」（8話）
作詞 - 横山武 / 作曲 - 岩崎文紀 / 歌 - 高尾直樹
ビルドタイガーの合体テーマBGMを元とした挿入歌。
「ブレイブアップ!! ファイヤージェイデッカー」（42話）
作詞 - 横山武 / 作曲 - 岩崎文紀 / 歌 - 古澤徹、森川智之

## 各話リスト
| 話数 | サブタイトル                                                 | 脚本                  | 絵コンテ         | 演出             | 作画監督                                         | 放送日        |
| ---- | ------------------------------------------------------------ | --------------------- | ---------------- | ---------------- | ------------------------------------------------ | ------------- |
| 1    | ロボット刑事登場                                             | 川崎ヒロユキ          | 高松信司         | 菱川直樹         | 石田敦子（キャラ） 山根理宏（メカ）              | 1994年 2月5日 |
| 2    | その名はジェイデッカー                                       | 川崎ヒロユキ          | 菊池一仁         | 南康宏           | 高谷浩利                                         | 2月12日       |
| 3    | 心ある仲間たち                                               | 川崎ヒロユキ          | ワタナベシンイチ | ワタナベシンイチ | 佐々門信芳                                       | 2月19日       |
| 4    | ボスは小学4年生                                              | 金巻兼一              | 杉島邦久         | 杉島邦久         | 寺岡巌                                           | 2月26日       |
| 5    | 人造巨龍ガワン                                               | 會川昇                | 日高政光         | 日高政光         | 久行宏和 (中村プロ)                              | 3月5日        |
| 6    | トレンドにご用心                                             | あみやまさはる        | ワタナベシンイチ | ワタナベシンイチ | 佐々門信芳                                       | 3月12日       |
| 7    | 大倒壊                                                       | 川崎ヒロユキ          | 菊池一仁         | 南康宏           | 高谷浩利                                         | 3月19日       |
| 8    | 完成!ビルドタイガー                                          | 川崎ヒロユキ          | 菱川直樹         | 菱川直樹         | 寺岡巌                                           | 3月26日       |
| 9    | 消えた彫像の謎                                               | 山田靖智              | 杉島邦久         | 杉島邦久         | 佐々門信芳                                       | 4月2日        |
| 10   | 影の刑事                                                     | 會川昇                | 高松信司         | 菱川直樹         | 久行宏和（キャラ） 板倉和弘（メカ） （中村プロ） | 4月9日        |
| 11   | 激闘!シャドウ丸                                              | 會川昇                | 日高政光         | 日高政光         | 石田敦子（キャラ） 山根理宏（メカ）              | 4月16日       |
| 12   | よみがえる古代昆虫                                           | 金巻兼一              | ワタナベシンイチ | ワタナベシンイチ | 寺岡巌                                           | 4月23日       |
| 13   | ロボット強盗団を追え                                         | 金巻兼一              | 杉島邦久         | 杉島邦久         | 高谷浩利                                         | 4月30日       |
| 14   | 6人目の仲間                                                  | 川崎ヒロユキ          | 菊池一仁         | 南康宏           | 佐々門信芳                                       | 5月7日        |
| 15   | 3万年の友情                                                  | 川崎ヒロユキ          | 菱川直樹         | 菱川直樹         | 久行宏和（キャラ） 板倉和弘（メカ） （中村プロ） | 5月14日       |
| 16   | 帰ってきた宿敵                                               | 山田靖智 川崎ヒロユキ | 南康宏           | 南康宏           | 寺岡巌                                           | 5月21日       |
| 17   | 邪神インティ                                                 | 會川昇                | 日高政光         | 日高政光         | 石田敦子                                         | 5月28日       |
| 18   | パンダ注意報!?                                               | あみやまさはる        | ワタナベシンイチ | ワタナベシンイチ | 佐々門信芳                                       | 6月4日        |
| 19   | 爆走!白バイ刑事                                              | 金巻兼一              | 杉島邦久         | 杉島邦久         | 高谷浩利                                         | 6月11日       |
| 20   | 狂った砂時計                                                 | 金巻兼一              | 菊池一仁         | 南康宏           | 寺岡巌                                           | 6月18日       |
| 21   | 手錠の逃亡者                                                 | 山田靖智              | 菱川直樹         | 菱川直樹         | 久行宏和                                         | 6月25日       |
| 22   | 仮面勇者ダンプソン                                           | あみやまさはる        | ワタナベシンイチ | ワタナベシンイチ | 佐々門信芳                                       | 7月2日        |
| 23   | ぼくの妖精（フェアリー）                                     | 金巻兼一              | 日高政光         | 日高政光         | 石田敦子（キャラ） 山根理宏（メカ）              | 7月9日        |
| 24   | 七人の刑事                                                   | 川崎ヒロユキ          | 高松信司         | 菱川直樹         | 山本佐和子                                       | 7月16日       |
| 25   | デッカード殉職                                               | 川崎ヒロユキ          | 菊池一仁         | 南康宏           | 寺岡巌                                           | 7月23日       |
| 26   | 新しいリーダー                                               | 會川昇                | 杉島邦久         | 杉島邦久         | 高谷浩利                                         | 7月30日       |
| 27   | 完璧な涙                                                     | 會川昇                | 菱川直樹         | 菱川直樹         | 久行宏和                                         | 8月6日        |
| 28   | デッカード再び                                               | 金巻兼一              | ワタナベシンイチ | ワタナベシンイチ | 寺岡巌                                           | 8月13日       |
| 29   | 合体!ファイヤージェイデッカー                                | 川崎ヒロユキ          | 日高政光         | 日高政光         | 中沢一登（キャラ） 山根理宏（メカ）              | 8月20日       |
| 30   | 地下都市SOS!                                                 | 金巻兼一              | 菊池一仁         | 南康宏           | 佐々門信芳                                       | 8月27日       |
| 31   | 姿なき犯罪者                                                 | 川崎ヒロユキ          | 杉島邦久         | 杉島邦久         | 久行宏和（キャラ） 板倉和弘（メカ） （中村プロ） | 9月10日       |
| 32   | 台風が来た!                                                  | 山田靖智              | 菱川直樹         | 菱川直樹         | 寺岡巌                                           | 9月17日       |
| 33   | 小さな勇者                                                   | あみやまさはる        | ワタナベシンイチ | ワタナベシンイチ | 高谷浩利                                         | 9月24日       |
| 34   | パワージョーの恋                                             | 會川昇                | 日高政光         | 日高政光         | 佐々門信芳                                       | 10月1日       |
| 35   | 勇者警察（ブレイブポリス）パワーアップ計画                   | 川崎ヒロユキ          | 菊池一仁         | 南康宏           | 山根理宏                                         | 10月8日       |
| 36   | 故郷は遠く                                                   | 山田靖智              | 杉島邦久         | 杉島邦久         | 寺岡巌                                           | 10月15日      |
| 37   | 鯨神狩り                                                     | 會川昇                | 菱川直樹         | 菱川直樹         | 久行宏和（キャラ） 板倉和弘（メカ） （中村プロ） | 10月22日      |
| 38   | オバケだよ全員集合                                           | あみやまさはる        | ワタナベシンイチ | ワタナベシンイチ | 高谷浩利                                         | 11月5日       |
| 39   | マシンの魂                                                   | 高山克彦 川崎ヒロユキ | 南康宏           | 南康宏           | 佐々門信芳                                       | 11月12日      |
| 40   | ブレイブポリス解散!                                          | 金巻兼一              | 日高政光         | 日高政光         | 寺岡巌                                           | 11月19日      |
| 41   | レジーナ・追憶                                               | 川崎ヒロユキ          | 高松信司         | 菱川直樹         | 柳沢テツヤ                                       | 11月26日      |
| 42   | 宇宙からの侵略者                                             | 山田靖智              | 杉島邦久         | 杉島邦久         | 久行宏和（キャラ） 板倉和弘（メカ） （中村プロ） | 12月3日       |
| 43   | シャドウ丸大砲変化（おおづつへんげ）! 必殺!!ブレイブキャノン | 山田靖智              | 菱川直樹         | 菱川直樹         | 石田敦子（キャラ） 山根理宏（メカ）              | 12月10日      |
| 44   | 奪われたボス!                                                | 川崎ヒロユキ          | ワタナベシンイチ | ワタナベシンイチ | 佐々門信芳                                       | 12月17日      |
| 45   | ビッグ・マザー                                               | 川崎ヒロユキ          | 菊池一仁         | 南康宏           | 寺岡巌                                           | 12月24日      |
| 46   | 史上最大の犯罪                                               | 川崎ヒロユキ          | 杉島邦久         | 杉島邦久         | 柳沢テツヤ                                       | 1995年 1月7日 |
| 47   | ハートtoハート                                               | 川崎ヒロユキ          | 日高政光         | 日高政光         | 久行宏和（キャラ） 板倉和弘（メカ） （中村プロ） | 1月21日       |
| 48   | さよなら勇太（ボス）                                         | 川崎ヒロユキ          | 高松信司         | 菱川直樹         | 石田敦子（キャラ） 山根理宏（メカ）              | 1月28日       |

## 放送局
| 放送対象地域                                               | 放送局           | 系列                                         | ネット形態 |
| ---------------------------------------------------------- | ---------------- | -------------------------------------------- | ---------- |
| 中京広域圏                                                 | 名古屋テレビ     | テレビ朝日系列                               | 制作局     |
| 関東広域圏                                                 | テレビ朝日       | テレビ朝日系列                               | 同時ネット |
| 北海道                                                     | 北海道テレビ     | テレビ朝日系列                               | 同時ネット |
| 青森県                                                     | 青森朝日放送     | テレビ朝日系列                               | 同時ネット |
| 宮城県                                                     | 東日本放送       | テレビ朝日系列                               | 同時ネット |
| 秋田県                                                     | 秋田朝日放送     | テレビ朝日系列                               | 同時ネット |
| 山形県                                                     | 山形テレビ       | テレビ朝日系列                               | 同時ネット |
| 福島県                                                     | 福島放送         | テレビ朝日系列                               | 同時ネット |
| 新潟県                                                     | 新潟テレビ21     | テレビ朝日系列                               | 同時ネット |
| 長野県                                                     | 長野朝日放送     | テレビ朝日系列                               | 同時ネット |
| 静岡県                                                     | 静岡朝日テレビ   | テレビ朝日系列                               | 同時ネット |
| 富山県                                                     | 富山テレビ       | フジテレビ系列                               | 遅れネット |
| 石川県                                                     | 北陸朝日放送     | テレビ朝日系列                               | 同時ネット |
| 近畿広域圏                                                 | 朝日放送         | テレビ朝日系列                               | 先行放送   |
| 広島県                                                     | 広島ホームテレビ | テレビ朝日系列                               | 同時ネット |
| 山口県                                                     | 山口朝日放送     | テレビ朝日系列                               | 同時ネット |
| 香川県 岡山県                                              | 瀬戸内海放送     | テレビ朝日系列                               | 同時ネット |
| 愛媛県                                                     | テレビ愛媛       | フジテレビ系列                               | 遅れネット |
| 高知県                                                     | テレビ高知       | TBS系列                                      | 遅れネット |
| 徳島県                                                     | 四国放送         | 日本テレビ系列                               | 遅れネット |
| 福岡県                                                     | 九州朝日放送     | テレビ朝日系列                               | 同時ネット |
| 長崎県                                                     | 長崎文化放送     | テレビ朝日系列                               | 同時ネット |
| 熊本県                                                     | 熊本朝日放送     | テレビ朝日系列                               | 同時ネット |
| 大分県                                                     | 大分朝日放送     | テレビ朝日系列                               | 同時ネット |
| 宮崎県                                                     | テレビ宮崎       | フジテレビ系列 日本テレビ系列 テレビ朝日系列 | 遅れネット |
| 鹿児島県                                                   | 鹿児島放送       | テレビ朝日系列                               | 同時ネット |
| 沖縄県                                                     | 琉球放送         | TBS系列                                      | 遅れネット |
| 未放送地域：岩手県・山梨県・福井県・鳥取県・島根県・佐賀県 |                  |                                              |            |

## 関連商品

### 玩具・食玩・その他立体物
玩具
タカラ（現・タカラトミー）
- 警察合体 ジェイデッカー
- 救急合体 デュークファイヤー
- 大警察合体 ファイヤージェイデッカー（ジェイデッカー・デュークファイヤーのセット）
- 勇者警察手帳
- ジェイバスター
- コンバット刑事 マクレーン
- カンフー刑事 パワージョー
- レスラー刑事 ダンプソン
- サッカー刑事 ドリルボーイ
- 建設合体 ビルドタイガー（マクレーン・パワージョー・ダンプソンのセット）
- 超建設合体 スーパービルドタイガー（マクレーン・パワージョー・ダンプソン・ドリルボーイのセット）
- 忍者刑事 シャドウ丸
- 白バイ刑事 ガンマックス（ガンバイクが付属）
- ジェイデッカールーム（元々は懸賞品であったが、後に一般販売。厚紙製）
- 勇者刑事デッカード（ソフビ製フィギュア）
- 勇者警察セット（ソフビ製ジェイデッカー・同デッカードのセット）
- 警察手帳Jr.
- STD（スタンダード）警察合体 ジェイデッカー（デッカードはロボット形態への変形不可）
- STD超建設合体 スーパービルドタイガー（ビルドタイガーにも合体可、ビルドチーム各機のロボット形態への変形は不可）
- STD救急合体 デュークファイヤー＆ガンマックス（デュークのロボット形態への変形および、ガンマックスアーマーへの合体やマックスキャノンへのガンマックスの合体は不可）
- STD大警察合体 ファイヤージェイデッカー・マックスキャノンモード（STDジェイデッカー・同デュークファイヤー＆ガンマックスのセット）
- ミニコレ（小サイズのPVC製フィギュアの4体セット）
  - 1 デッカード（ビークル、ロボット両形態）、ジェイデッカー、ビルドタイガー
  - 2 スーパービルドタイガー、シャドウ丸、ガンマックス＆ガンバイク、ガンマックスアーマー
  - 3 デューク（ビークル、ロボット両形態）、デュークファイヤー、ファイヤージェイデッカー

- ミニコレ秘密変形基地（小サイズの基地玩具。PVC製ロボットフィギュアはガンマックスを除きビークル形態も別個に付属）
  - 1 警察署（デッカード、ダンプソンが付属）
  - 2 建設現場（マクレーン、パワージョーが付属）
  - 3 飛行場（シャドウ丸、ドリルボーイが付属。ビークル形態はいずれもジェット機）
  - 4 消防署（デューク、ガンマックス、ガンマックス＆ガンバイクが付属）

バンダイ
- スーパーロボット超合金 ジェイデッカー

食玩
カバヤ食品
- ジェイデッカーガム
  - 第1弾 デッカード、マクレーン、パワージョー、ダンプソン（いずれも変形可、ビルドチーム3機でビルドタイガーに合体可）
  - 第2弾 スーパービルドタイガー、ドリルボーイ（変形可）、ガンマックス（独自解釈によりガンマックスアーマーへ合体可）、デューク（変形可）
  - 第3弾 ファイヤージェイデッカー、デュークファイヤー、ガンマックスアーマー

- BIGジェイデッカーガム
  - 第1弾 ジェイデッカー（デッカードのロボット形態への変形は不可）、シャドウ丸（完全変形）
  - 第2弾 ジェイデッカー（分離不可、デュークファイヤーと揃えてファイヤージェイデッカーへ合体可）、デュークファイヤー（デュークのロボット形態への変形は不可）

- ジェイデッカーチョコ
  - 第1弾 デッカード、ジェイデッカー、マクレーン、ダンプソン、パワージョー、ビルドタイガー
  - 第2弾 シャドウ丸、ドリルボーイ、スーパービルドタイガー、ガンマックス、デューク
  - 第3弾 ファイヤージェイデッカー、ジェイデッカー、デッカード、ガンマックスアーマー、デュークファイヤー

- ジェイデッカーグッズガム（非変形のロボット及び、それを乗せてワインダー動力で走るビークルのセット。ガンマックスを除き、ビークルは各ロボットの変形時の姿に準ずる）
  - デッカード＆パトカー
  - ドリルボーイ＆ジェット機
  - シャドウ丸＆ジェット機
  - ガンマックス＆ガンバイク

- 勇者伝説ブレイブガム
  - ジェイデッカー（第1弾にて発売、説明書の図面に誤記があり、背部の翼が設定の裏返しになっている）
  - デュークファイヤー（第3弾にて発売、ジェイデッカーと揃えてファイヤージェイデッカーに合体可）
  - グレート合体セット ファイヤージェイデッカーセット

バンダイ
- 勇者列伝COLLECTION2
  - ジェイデッカー（第2弾として発売）

- SMP 勇者警察ジェイデッカー
  - ジェイデッカー デッカード（パトカー形態に変形可能）とジェイローダーとのセット品。
  - デュークファイヤー デューク（救急車形態に変形可能）とファイヤーローダーとのセット品。ジェイデッカーと組み合わせでファイヤージェイデッカーに合体可能。
  - ガンマックス（プレミアムバンダイ・キャンディトイオンラインショップ限定）（ガンバイクと合体しガンマックスアーマーに換装可能な他、ジェイデッカー及びファイヤージェイデッカーとそれぞれ合体させることで、ジェイデッカー・マックスキャノンモード及びファイヤージェイデッカー・マックスキャノンモードにそれぞれ合体可能）
  - ビルドタイガー（プレミアムバンダイ・キャンディトイオンラインショップ限定） マクレーン（クレーン車形態に変形可能）とパワージョー（ショベルタンク形態に変形可能）とダンプソン（ダンプ車形態に変形可能）とのセット品。
  - ドリルボーイ（プレミアムバンダイ・キャンディトイオンラインショップ限定） ドリル戦車形態及びドリルジェット形態に変形可能。ビルドタイガーと組み合わせでスーパービルドタイガーに合体可能。

プラモデル
コトブキヤ
- ジェイデッカー
- デッカード&マックスキャノン
- デューク&ファイヤーパーツ
- スーパービルドタイガー

アクションフィギュア
シーエムズコーポレーション
- メカアクションシリーズ ジェイデッカー

### 映像・音楽ソフト
いずれも発売元はビクターエンタテインメント。
- ビデオ
  - 1994年8月16日から1995年7月28日にかけて、全12巻（各巻4話収録）がリリースされた。
- LD
  - 全6巻（各巻8話収録）がリリース。全巻購入特典として専用ボックスが配布された。
- DVD
  - 勇者警察ジェイデッカー DVD-BOX I（2006年5月24日）第1話 - 第25話までを収録。
  - 勇者警察ジェイデッカー DVD-BOX II（2006年6月21日）第26話 - 第48話までを収録。
    - 各BOXとも5枚組。初回特典として、BOXIにはファイヤージェイデッカーの、BOXIIにはデッカードのフルアクションフィギュア（製作：シーエムズコーポレーション）がそれぞれ付属。
- BD
  - 『勇者警察ジェイデッカー』30周年記念 Blu-ray BOX I（2024年7月24日）第1話 - 第24話までを収録。
  - 『勇者警察ジェイデッカー』30周年記念 Blu-ray BOX II（2024年10月23日）第25話 - 第48話までを収録。
- CD
  - 勇者警察ジェイデッカー オリジナル・サウンドトラック（1994年4月21日）
  - 勇者警察ジェイデッカー オリジナル・サウンドトラックII（1995年1月1日）
  - 勇者警察ジェイデッカー CDミステリー劇場 「謎の招待状〜今、真実が明かされる時〜」（1994年11月30日）

### ゲーム
- 新世代ロボット戦記ブレイブサーガ（1998年12月17日）PlayStation用ゲーム
- ブレイブサーガ2（2000年5月2日）PlayStation用ゲーム
- 新世紀勇者大戦（2005年2月17日）PlayStation 2用ゲーム
- サンライズクルセイド（2011年3月）トレーディングカードゲーム
- スーパーロボット大戦30（2021年10月28日）PlayStation 4 、Nintendo Switch 、Steam用ゲーム

## コミカライズ
- 『テレビランド』連載 相原和典